# Quecken
Die Quecken (Elymus), manche Arten werden auch Haargerste genannt, sind eine Pflanzengattung innerhalb der Familie der Süßgräser (Poaceae). Die je nach Autor 40 bis 235 Arten sind in den gemäßigten Gebieten fast weltweit verbreitet.

## Beschreibung

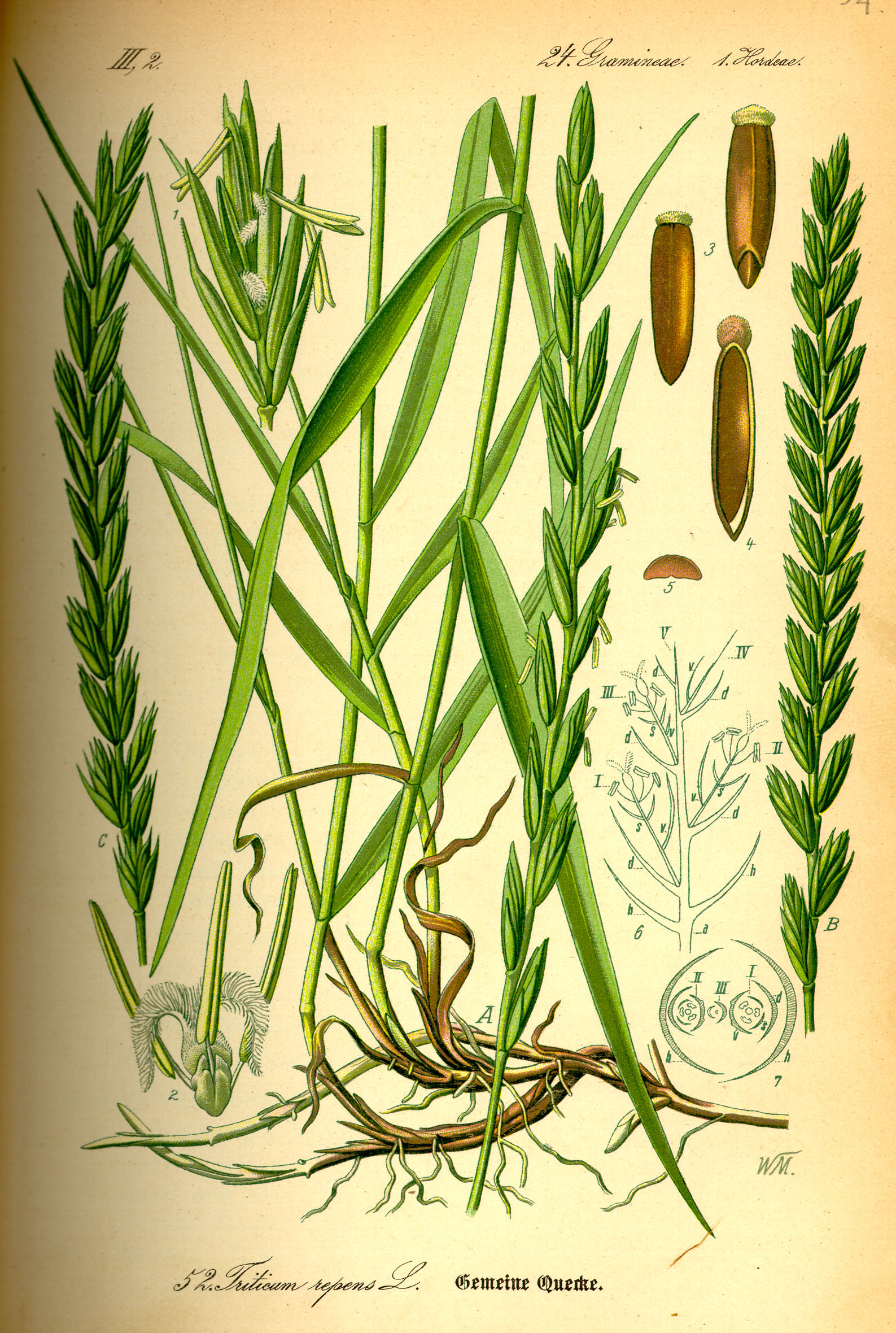
Illustration der Kriech-Quecke (Elymus repens)

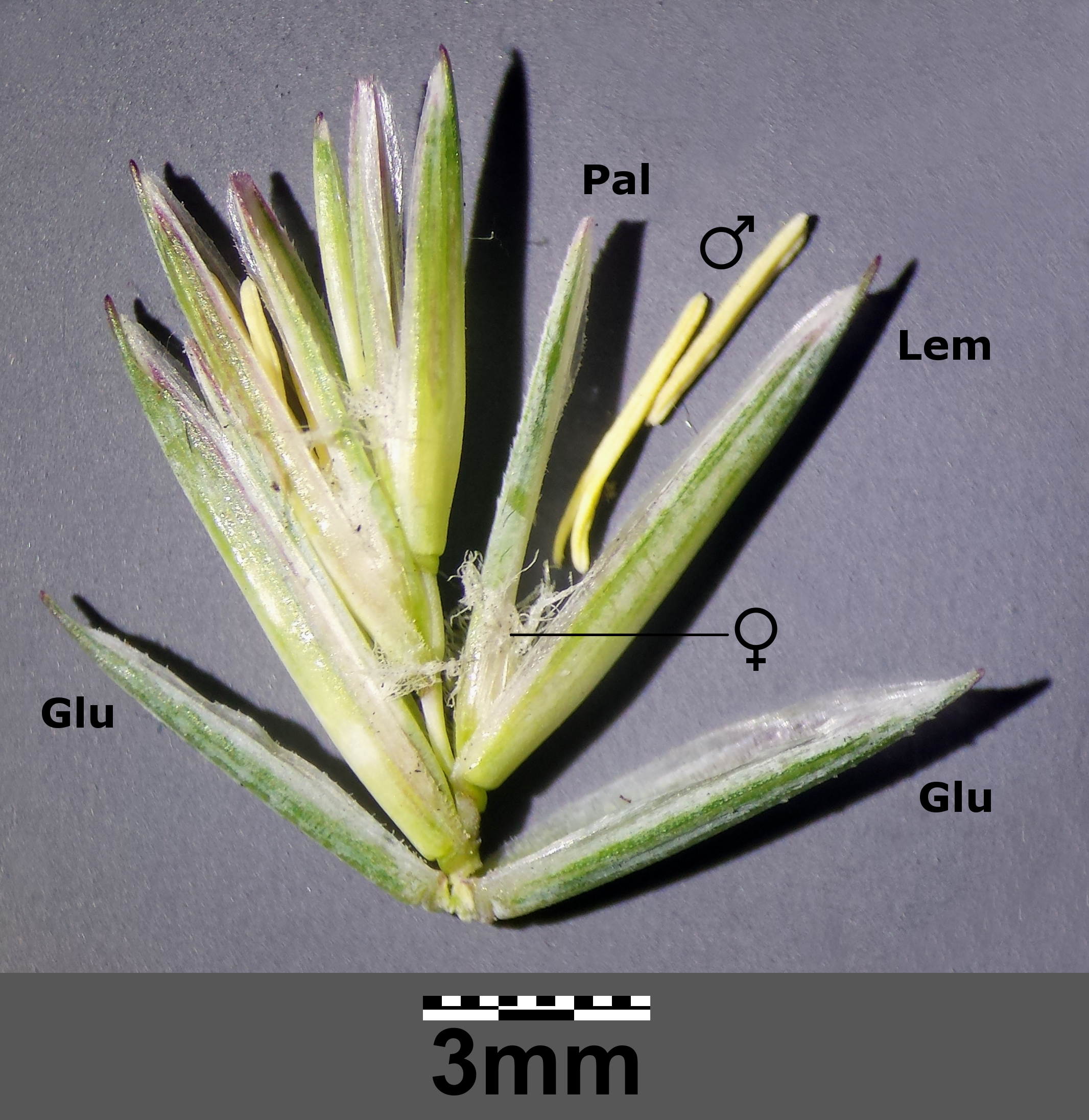
Kriech-Quecke (Elymus repens): Ein einzelnes Ährchen: am Grund des Ährchens befinden sich zwei Hüllspelzen (Glu, Gluma), darüber sitzen auf der Ährchenachse mehrere Blüten, die jeweils in eine Deckspelze (Lem, Lemma) und eine Vorspelze (Pal, Palea) gehüllt sind. Die Hüllspelzen sind scharf zugespitzt bzw. mit einer kurzen Granne versehen.

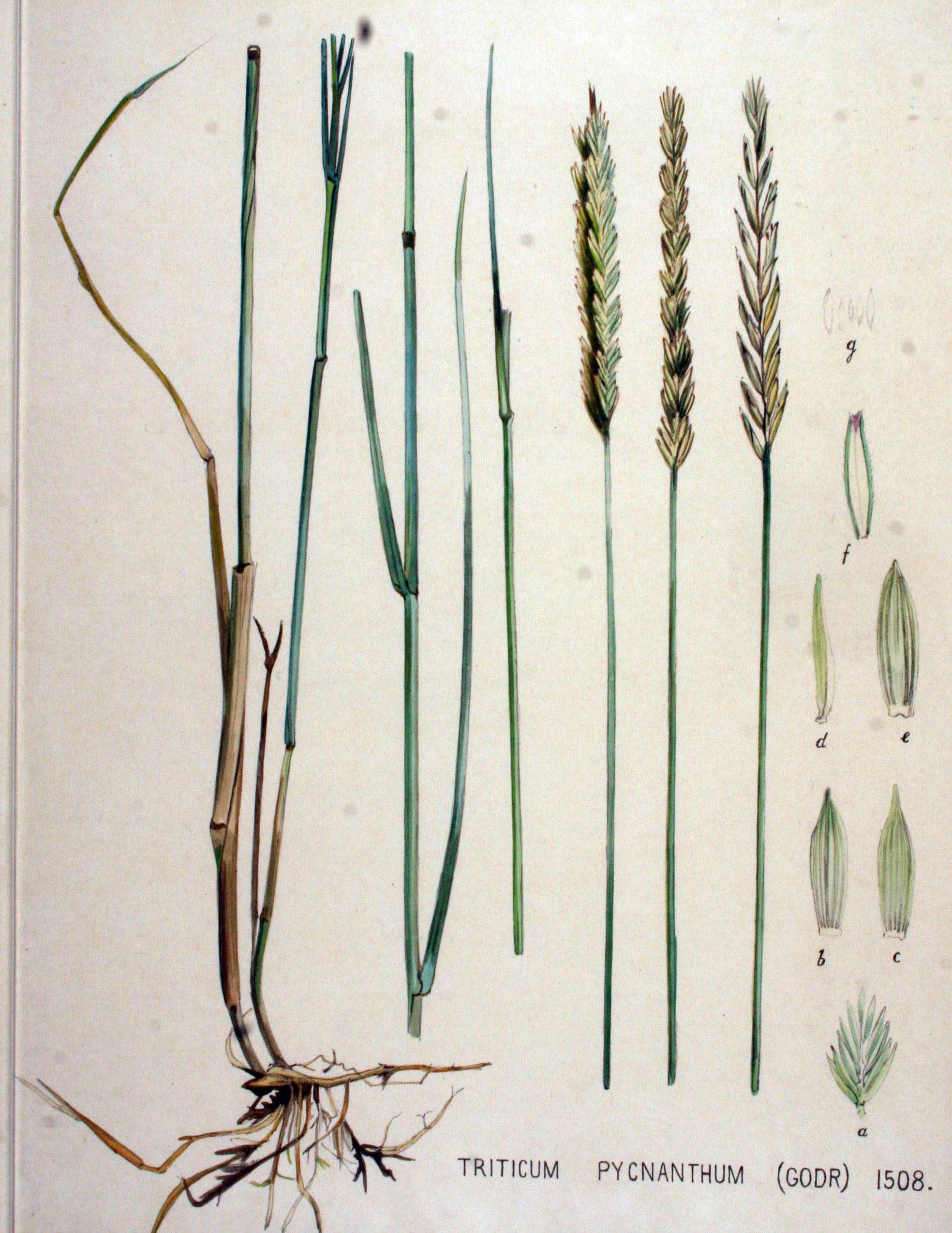
Illustration aus Flora Batava, Volume 19 der Dünen-Quecke (Elymus athericus)

### Vegetative Merkmale
Bei Elymus-Arten handelt sich um ausdauernde krautige Pflanzen. Nur einige Arten bilden lange unterirdische Rhizome, die an jedem Knoten neu wurzeln können, so dass auch kleine Teilstücke neue Pflanzenexemplare hervorbringen können. Die meisten Arten bilden Horste. Die Halme sind meist aufrecht und 20 bis 200 Zentimeter hoch. Das Blatthäutchen (Ligula) ist ein 0,1 bis 2 Millimeter langer kragenförmiger häutiger Saum.

### Generative Merkmale
Elymus-Arten sind Ährengräser. Die Ährchen sind zweizeilig in schlanken ährigen Blütenständen angeordnet, wobei sie ihre Breitseite der Ährenachse zuwenden; sie stehen steif aufrecht und sind an die Ährenachse angedrückt. Die Ähren sind 4 bis 35 Zentimeter lang, aufrecht oder etwas übergebogen. Die Ährchen sind ungestielt oder bis 1,5 Millimeter lang gestielt. Die Ährchen enthalten drei bis elf Blütchen und sind (ohne die Grannen) 10 bis 30 Millimeter lang und seitlich abgeflacht. Alle Blütchen sind zwittrig. Die Hüllspelzen sind meist drei- bis neun-, selten bis zu elfnervig mit hervortretenden Rippen, gekielt oder nicht gekielt und manche laufen in eine bis 8 Millimeter lange Granne aus. Die Deckspelzen sind meist fünf-, selten bis zu neunnervig, mit gerundetem oder spitzen oberen Ende oder in eine lange Granne auslaufend. Die Vorspelzen sind meist etwas kürzer als die Deckspelzen. Es sind drei Staubblätter vorhanden.

## Etymologie
Die Bezeichnung Quecke lässt sich auf das mittelfränkische quecka zurückverfolgen, womit eine lebenskräftige Pflanze bezeichnet wurde. Diese wiederum stammt wohl vom althochdeutschen Wort quec für „kräftig“, „lebendig“. Diese Wortherkunft deutet den starken Ausbreitungsdrang und die schwierige Bekämpfung einiger Arten an.

## Systematik und Verbreitung

### Taxonomie
Die Gattung Elymus wurde 1753 durch Carl von Linné in Species Plantarum, Seite 83 aufgestellt. Synonyme für Elymus L. sind je nach Autor: Sitospelos Adans. nom. superfl., Terrellia Lunell nom. superfl., Asperella Humb., Hystrix Moench, Elytrigia Desv., Gymnostichum Schreb., Sitanion Raf., Polyantherix Nees, Braconotia Godr., Cryptopyrum Heynh. nom. inval., Roegneria K.Koch, Crithopyrum Steud., Elytrigium Benth., Goulardia Husn., Clinelymus (Griseb.) Nevski, Campeiostachys Drobow, Semeiostachys Drobow, Lophopyrum Á.Löve, Pascopyrum Á.Löve, Pseudoroegneria (Nevski) Á.Löve, Psammopyrum Á.Löve, Connorochloa Barkworth, S.W.L.Jacobs & H.Q.Zhang, ×Elymotrigia Hyl., ×Elysitanion Bowden, ×Terrelymus B.R.Baum, ×Pseudelymus Barkworth & D.R.Dewey.

### Äußere Systematik
Die Gattung Elymus gehört zur Tribus Triticeae in der Unterfamilie Pooideae innerhalb der Familie Poaceae. Der Umfang der Gattung Elymus und der verwandten Gattungen wird kontrovers diskutiert. Die Gattung Elymus enthält je nach Auffassung 40 bis 235 Arten. Manchmal teilt man diese Arten je nach der Existenz von Rhizomen in zwei Gattungen, den Hundsquecken (Roegneria K.Koch) mit der überwiegenden Anzahl von Arten ohne Rhizome, und Echte Quecken (Elytrigia Desv.; Syn.: Thinopyrum Á. Löve) auf. Einige Autoren teilen diese Arten auf noch mehr Gattungen auf.

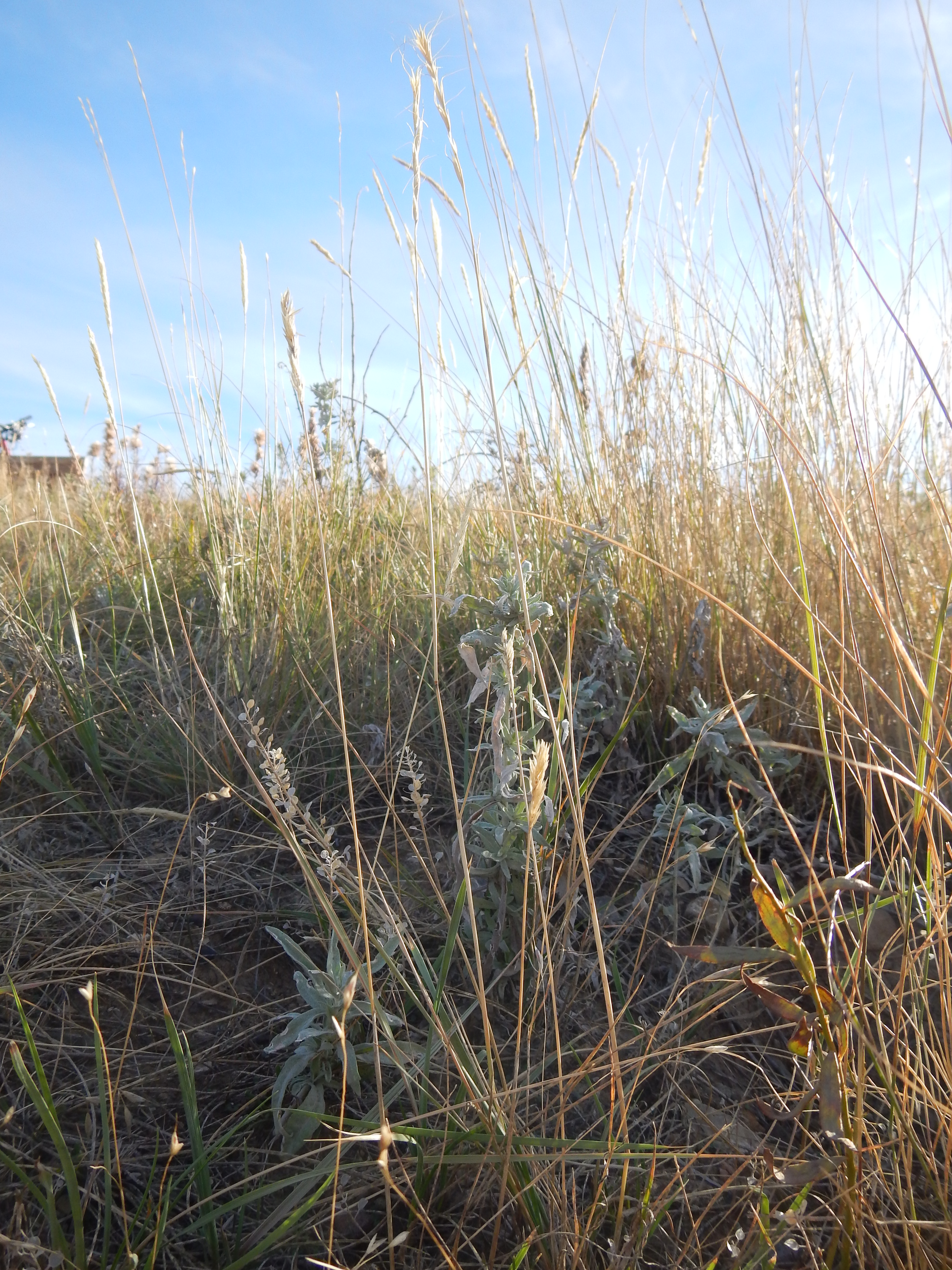
Elymus albicans

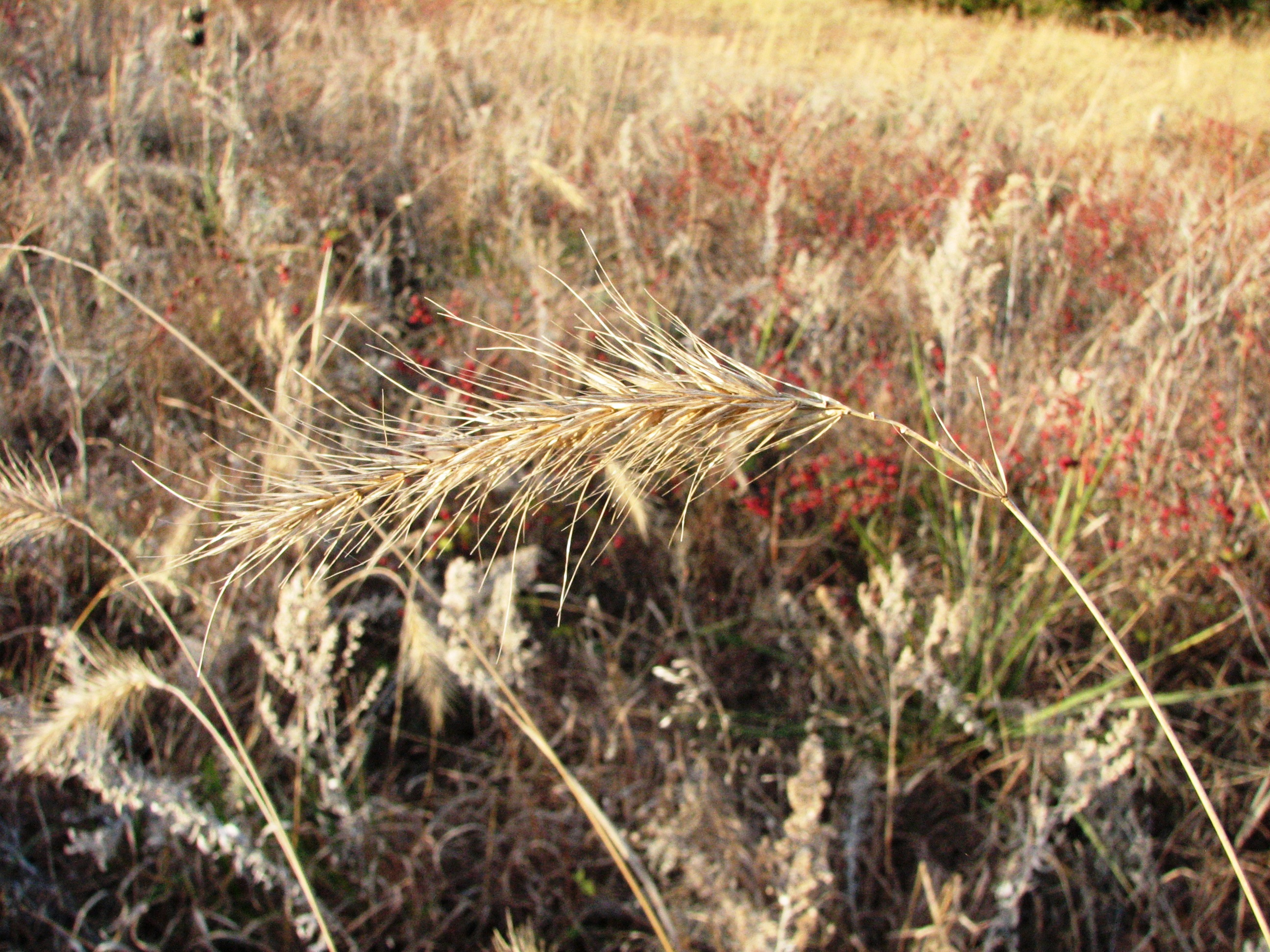
Kanada-Quecke (Elymus canadensis)

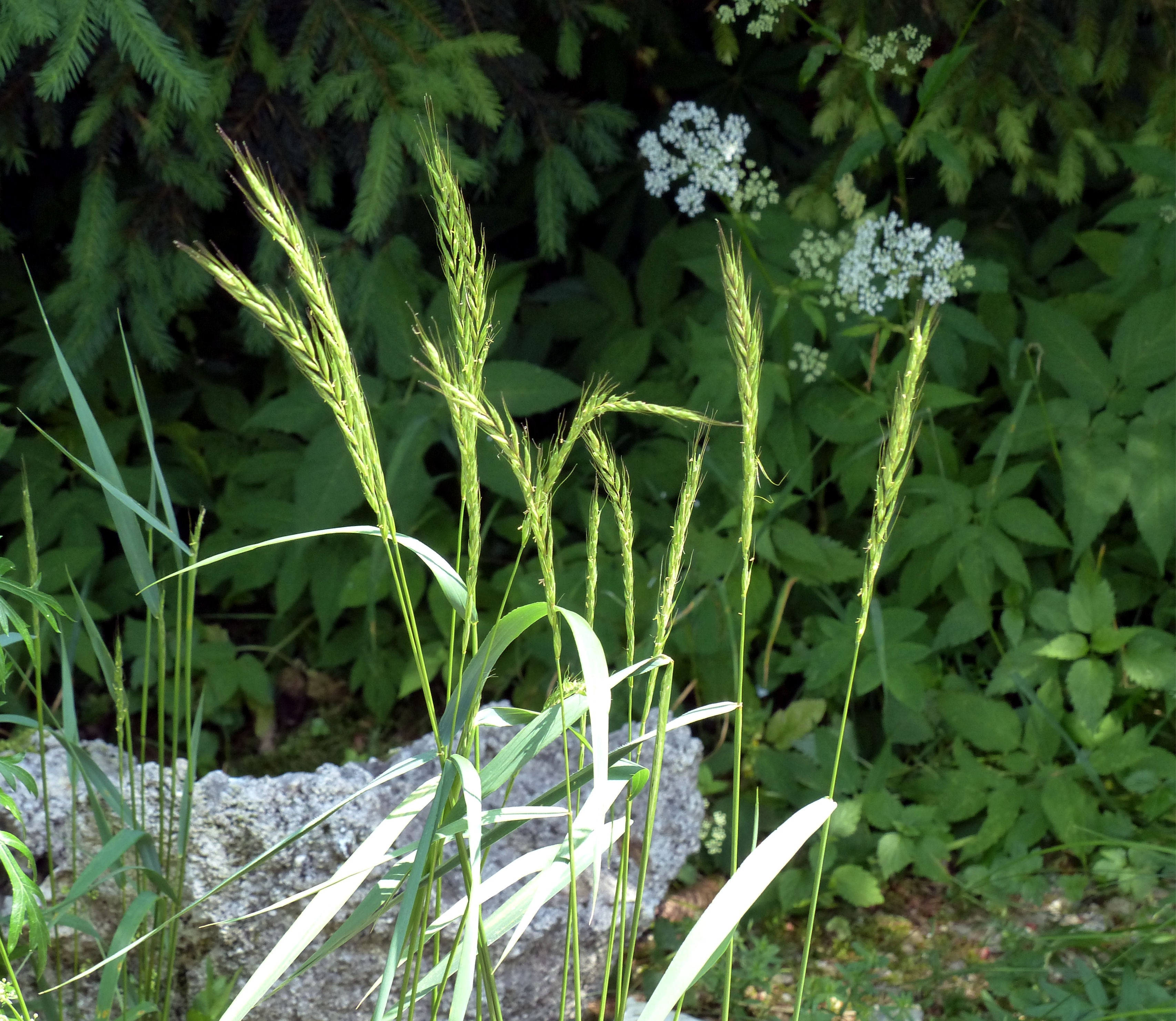
Hunds-Quecke (Elymus caninus)

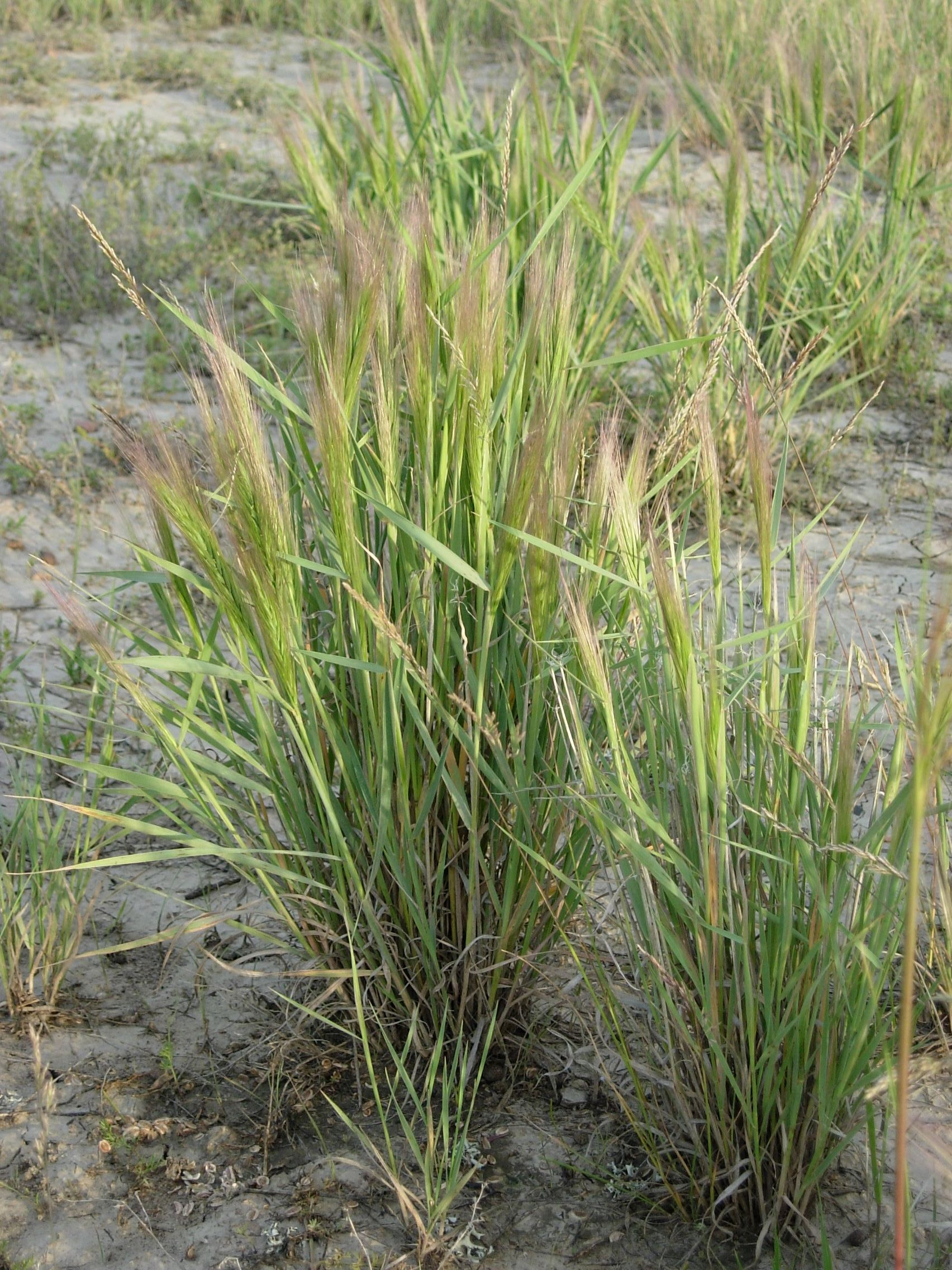
Elymus elymoides

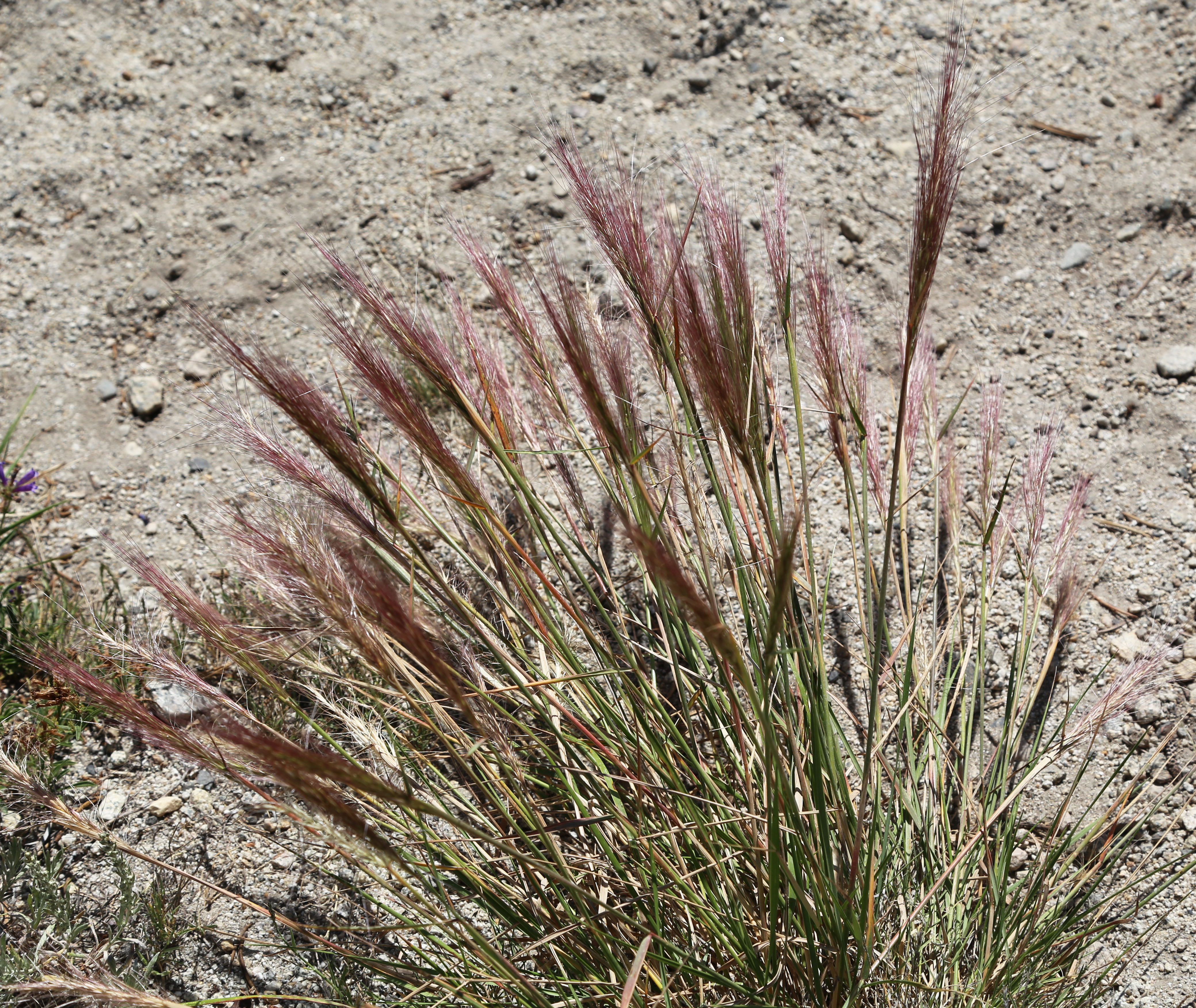
Elymus elymoides

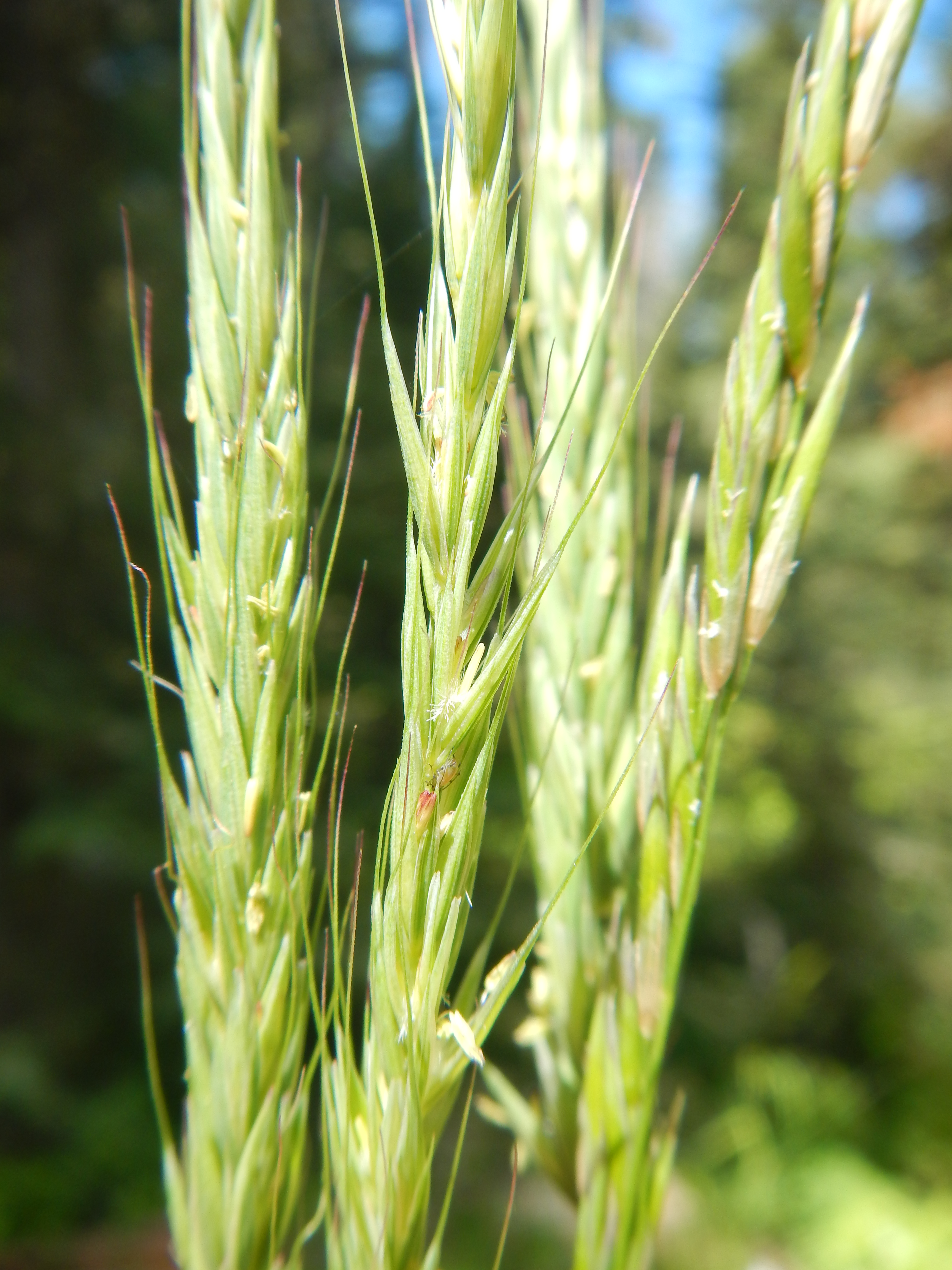
Blütenstände von Elymus glaucus

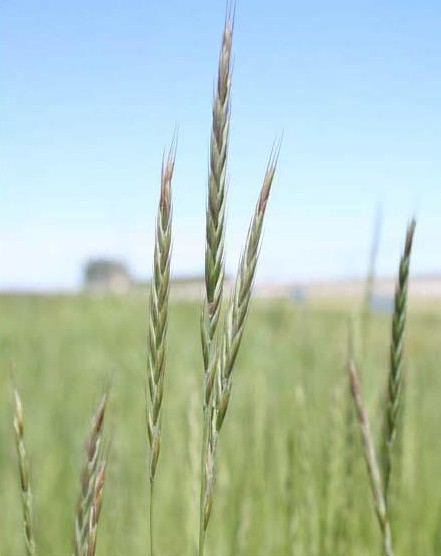
Elymus hoffmannii

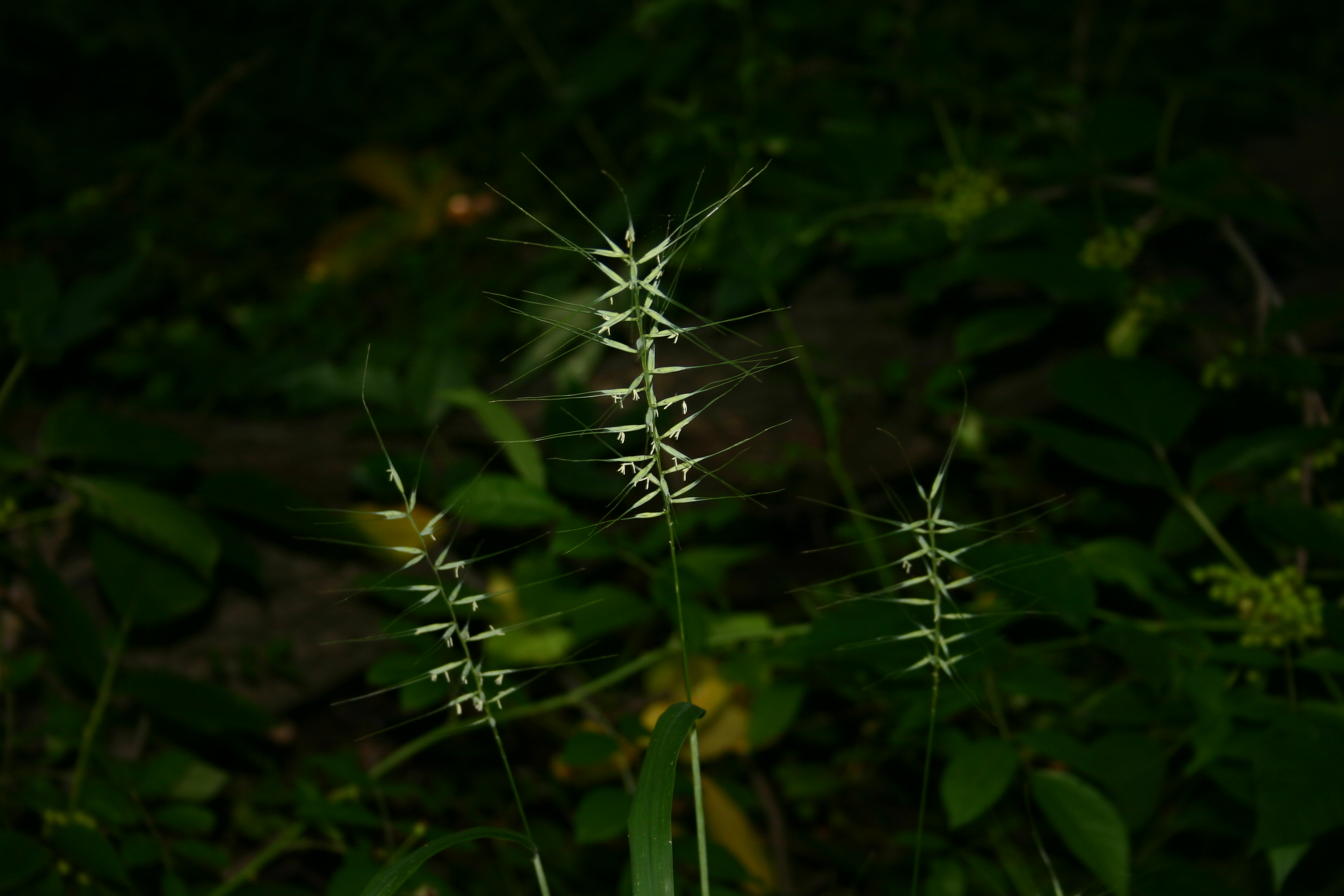
Elymus hystrix

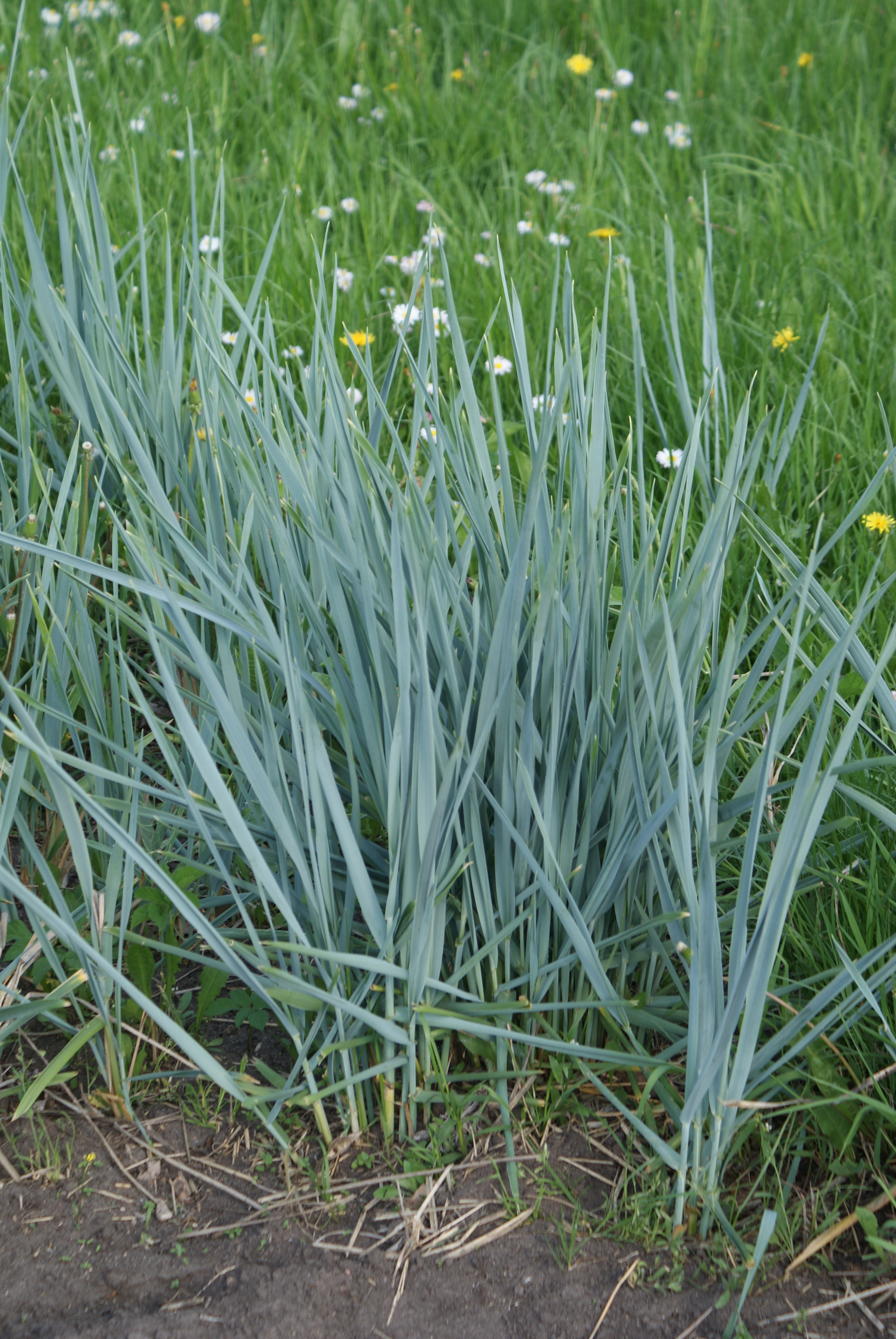
Elymus magellanicus

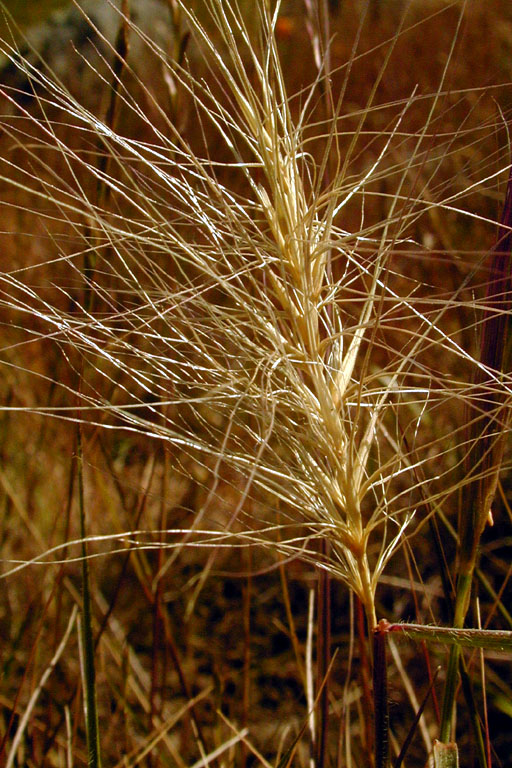
Elymus multisetus

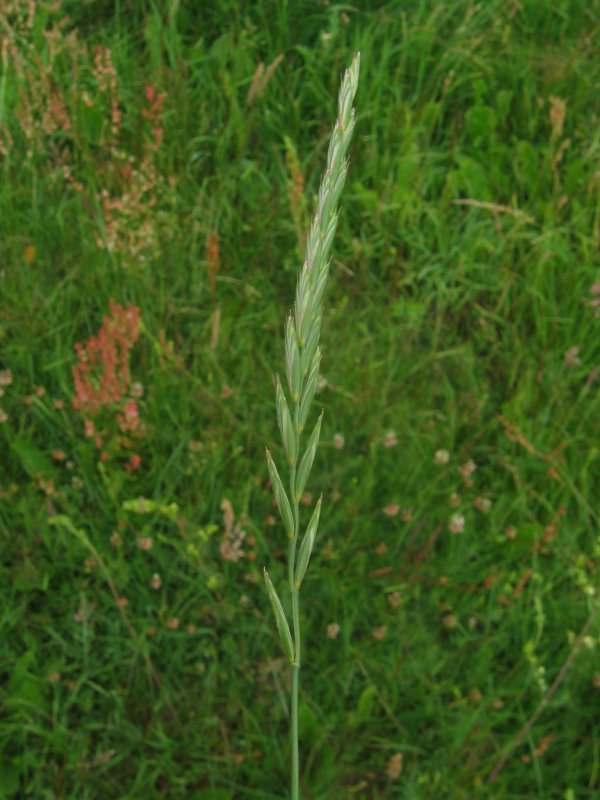
Kriech-Quecke (Elymus repens)

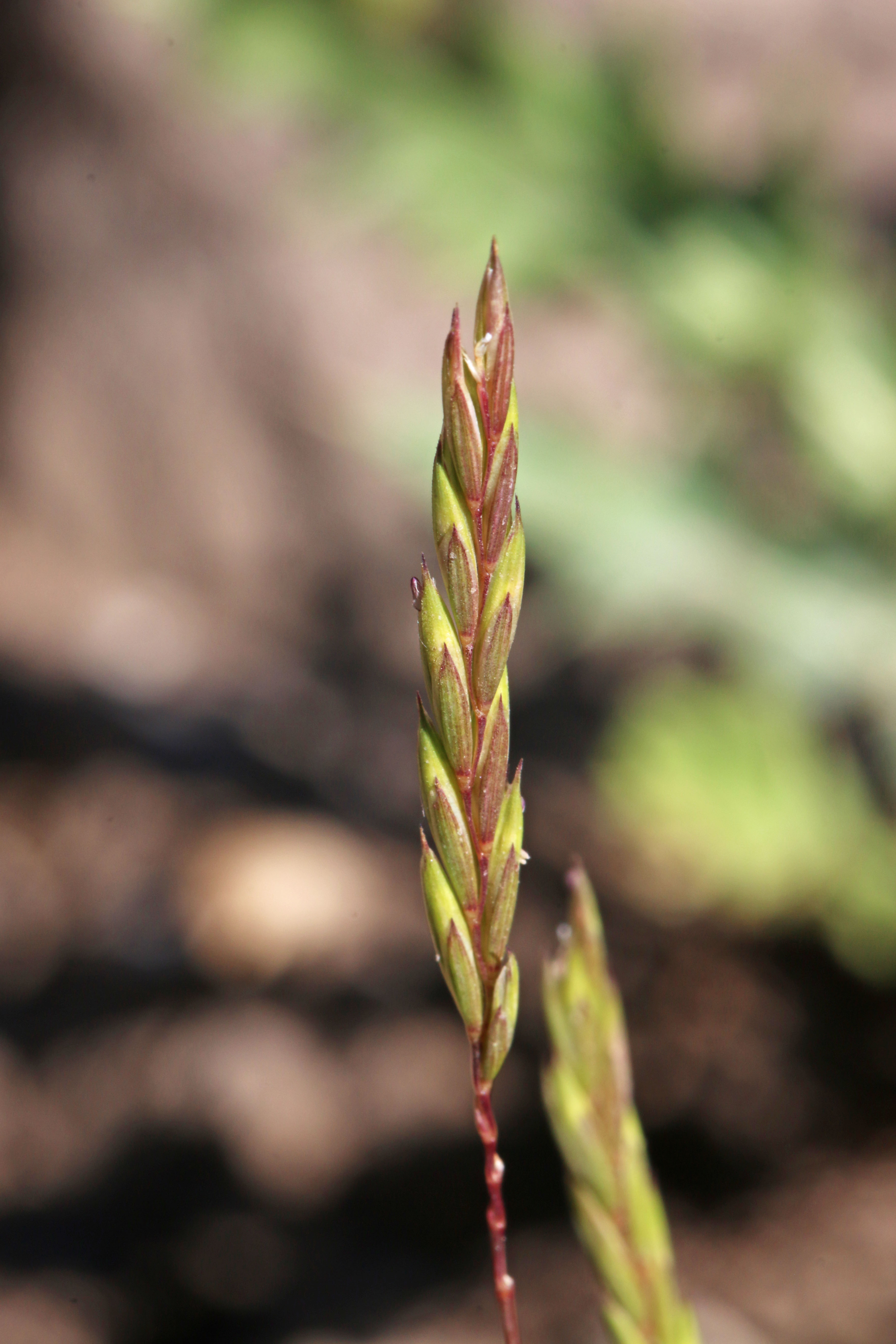
Elymus violaceus

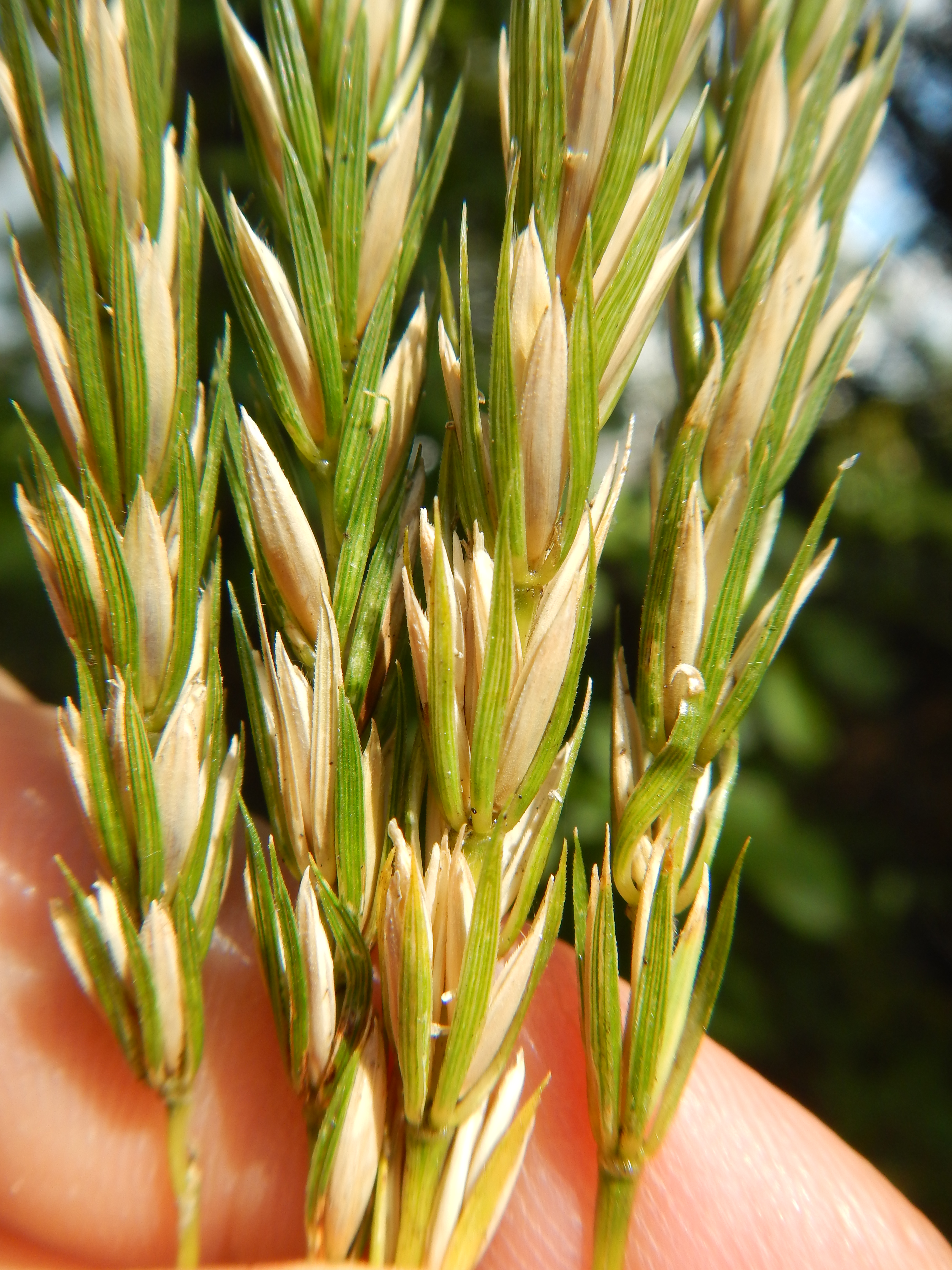
Virginische Quecke (Elymus virginicus)

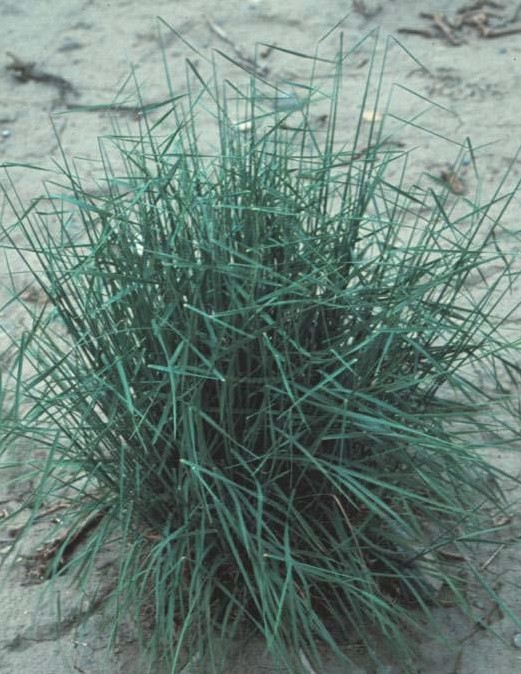
Elymus wawawaiensis

### Arten und ihre Verbreitung
Elymus-Arten gedeihen in allen gemäßigten bis subtropischen Gebieten der Nordhalbkugel, außerdem kommen sie in Zentralamerika sowie im südlichen Südamerika vor. In Mitteleuropa kommen beispielsweise folgenden Arten und Unterarten vor: Dünen-Quecke auch Dichtährige Quecke oder (wie eine andere Grasart einer anderen Gattung) Strand-Quecke genannt (Elymus athericus), Hunds-Quecke (Elymus caninus), Binsen-Quecke auch Strand-Quecke oder Strandweizen genannt (Elymus farctus), Kriech-Quecke oder Gemeine Quecke genannt (Elymus repens (L.) Gould subsp. repens).
Die Gattung Elymus enthält je nach Autor 40 bis 235 Arten:
- Elymus abolinii (Drobow) Tzvelev: Die Varietäten ist von Zentralasien (Xinjiang, Kasachstan, Kirgisistan, Turkmenistan, Usbekistan) bis Russland und bis zur Mongolei verbreitet.[1][5]
- Elymus aenaeanus (Hohla & H.Scholz) W.Lippert & Meierott ex Hohla (Syn.: Elytrigia aenaeana Hohla & H.Scholz): Sie kommt nur in Bayern und Österreich vor.[5][11]
- Elymus afghanicus (Melderis) G.Singh: Sie kommt im Iran vor.[5]
- Elymus africanus Á.Löve: Sie kommt in Äthiopien vor.[5]
- Elymus alaskanus (Scribn. & Merr.) Á.Löve: Sie kommt im nördlichen Nordamerika von Alaska bis Manitoba vor.[5]
- Elymus albicans (Scribn. & J.G.Sm.) Á.Löve: Siue kommt in Kanada und in den USA vor.[5]
- Elymus alienus (Keng) S.L.Chen: Sie gedeiht in feuchten Tälern und an Straßenrändern in Höhenlagen von etwa 1100 Metern in der Inneren Mongolei und in den chinesischen Provinzen Hebei, Henan sowie Shanxi.[1][5]
- Elymus alpinus L.B.Cai: Dieser Endemit gedeiht auf Wiesen in Höhenlagen von etwa 3200 Metern nur in Kreisen Gonghe sowie Ulan in Qinghai.[1][5]
- Elymus altissimus (Keng) Á.Löve ex B.Rong Lu: Sie gedeiht auf Wiesen in Höhenlagen von 1700 bis 3400 Metern in den chinesischen Provinzen Qinghai, Sichuan, Xinjiang sowie Yunnan.[1][5]
- Elymus amgensis Tzvelev: Sie wurde 2008 aus Sibirien erstbeschrieben.[5]
- Elymus angsaiensis S.L.Lu & Y.H.Wu: Sie wurde 2008 aus Qinghai erstbeschrieben.[5]
- Elymus angulatus J.Presl: Sie kommt von Peru bis ins südliche Südamerika vor.[5]
- Elymus angustispiculatus S.L.Chen & G.H.Zhu: Dieser Endemit gedeiht an Berghängen in Höhenlagen von etwa 2500 Metern nur in Xunhua in Qinghai.[1][5]
- Elymus anthosachnoides (Keng) Á.Löve ex B.Rong Lu: Sie gedeiht an Berghängen in Höhenlagen von 2700 bis 4000 Metern in Tibet und in den chinesischen Provinzen Qinghai, Sichuan sowie Yunnan.[1][5]
- Elymus antiquus (Nevski) Tzvelev (Syn.: Elymus parviglumis (Keng) Á.Löve): Sie kommt in Nepal, Tibet und in den chinesischen Provinzen Qinghai, Sichuan sowie Yunnan vor.[1][5]
- Elymus arcuatus (Golosk.) Tzvelev: Sie ist in Zentralasien verbreitet.[5]
- Elymus aristiglumis (Keng & S.L.Chen) S.L.Chen: Die drei Varietäten gedeihen an Berghängen und Ufern von Fließgewässern in Höhenlagen von 1500 bis 5200 Metern in Tibet und in den chinesischen Provinzen Gansu, Qinghai, Sichuan sowie Xinjiang.[1][5]
- Elymus arizonicus (Scribn. & J.G.Sm.) Gould: Sie kommt in von Kalifornien bis Texas und in Guatemala vor.[5]
- Dünen-Quecke auch Dichtährige Quecke oder (wie eine andere Grasart einer anderen Gattung) Strand-Quecke genannt[12] (Elymus athericus (Link) Kerguélen, Syn.: Elymus pycnanthus var. setigerus (Dumort.) Melderis, Elytrigia atherica (Link) Kerguélen): In Mitteleuropa auf trockenwarmen Standorten im deutsch-schweizerischen Grenzgebiet, in Baden, im Elsass, in der Südschweiz, im Vinschgau und an der Nord- und Ostseeküste, sonst an den Küsten Eurasiens bis Afghanistan.[5]
- Elymus atratus (Nevski) Hand.-Mazz.: Sie gedeiht in Steppen in Tibet und in den chinesischen Provinzen Gansu, Qinghai, Sichuan sowie Xinjiang.[1]
- Elymus bakeri (E.Nelson) Á.Löve: Sie kommt von Colorado bis ins nördliche New Mexico vor.[5]
- Elymus barbicallus (Ohwi) S.L.Chen: Die drei Varietäten gedeihen an Waldrändern, Berghängen, in Tälern und an Ufern von Fließgewässern in Höhenlagen von 1300 bis 1700 Metern in der Inneren Mongolei und in den chinesischen Provinzen Hebei, Ningxia, Qinghai sowie Shanxi.[1]
- Elymus barystachyus L.B.Cai: Sie gedeiht in Wäldern in Höhenlagen von 2700 bis 3200 Metern in Tibet und in den chinesischen Provinzen Qinghai sowie Sichuan.[1]
- Elymus borianus (Melderis) Cope: Sie gedeiht in Höhenlagen 1800 bis 3000 Metern nur in Pakistan.[10]
- Elymus ×brachyphyllus (Boiss. & Hausskn.) Á.Löve = Elymus longearistatus × Elymus panormitanus: Sie kommt im Iran vor.[5]
- Elymus brevipes (Keng & S.L.Chen) S.L.Chen: Sie gedeiht an offenen felsigen Bergen in Tibet und in den chinesischen Provinzen Gansu, Qinghai, Sichuan, Xinjiang und vielleicht in Yunnan.[1]
- Elymus burchan-buddae (Nevski) Tzvelev: sie kommt im nördlichen Indien, in der Inneren Mongolei, in Tibet, in den chinesischen Provinzen Gansu, Qinghai, Sichuan, Xinjiang sowie Yunnan und vielleicht in Nepal vor.[1]
- Elymus buschianus (Roshev.) Tzvelev: Sie kommt im Kaukasusraum vor.[5]
- Elymus cacuminus B.Rong Lu & B.Salomon: Sie kommt in Sikkim, Nepal, Tibet und in Sichuan vor.[1]
- Elymus caesifolius Á.Löve ex S.L.Chen: Sie gedeiht an Berghängen in Tibet.[1]
- Elymus caianus S.L.Chen & G.H.Zhu: Dieser Endemit gedeiht nur an Ufern von Fließgewässern in Höhenlagen von etwa 4000 Metern nur in Gongbo'gyamda in Tibet.[1]
- Elymus calcicola (Keng) S.L.Chen: Sie gedeiht an steilen Hängen an Fließgewässern, auf feuchten und kalkhaltigen Böden in Höhenlagen von 1600 bis 2000 Metern in den chinesischen Provinzen Guizhou, Sichuan sowie Yunnan.[1]
- Elymus calderi Barkworth: Sie ist in Alaska bis ins westliche Kanada verbreitet.[5]
- Kanada-Quecke[9] (Elymus canadensis L.): Sie ist in Kanada, Alaska und anderen Staaten der USA weitverbreitet.[5]
- Hunds-Quecke[9][12] (Elymus caninus (L.) L., Syn.: Elymus donianus (F.B.White) Á.Löve & D.Löve, Elymus pauciflorus Lam., Elymus helveticus Schmid-Holl., Elymus longispicatus Kotukhov, Elymus trachycaulus subsp. donianus (F.B.White) Á.Löve, Elymus caninus subsp. donianus (F.B.White) P.D.Sell, Elymus caninus var. behmii (Melderis) Jaaska, Elymus caninus var. donianus (F.B.White) Jaaska, Elymus caninus subsp. biflorus (Brign.) Á.Löve & D.Löve, Elymus caninus var. muticus (Holmb.) Karlsson): Sie kommt in Gebüschen oder an Waldrändern in Eurasien vor und ist in Nordamerika sowie Neuseeland ein Neophyt.[5]
- Elymus caucasicus (K.Koch) Tzvelev: Sie kommt im Kaukasusraum bis zum Iran vor.[5]
- Elymus cheniae (L.B.Cai) G.H.Zhu: Dieser Endemit gedeiht in Dickichten in Höhenlagen von 2300 bis 2600 Metern nur in Xinyuan sowie Zhaosu in Xinjiang.[1]
- Elymus churchii J.J.N.Campb.: Sie kommt in den östlichen-zentrale USA vor.[5]
- Elymus ciliaris (Trin.) Tzvelev: Sie kommt von Assam bis zum gemäßigten Ostasien und Russlands Fernem Osten vor.[5]
- Elymus clivorum Melderis: Dieser Endemit kommt nur in der östlichen Türkei vor.[5]
- Elymus colorans (Melderis) Á.Löve: Dieser Endemit kommt nur im östlichen Afghanistan vor.[5]
- Elymus confusus (Roshev.) Tzvelev: Von Sibirien bis zum nordwestlichen China und zu Russlands Fernem Osten.[5]
- Elymus cordilleranus Davidse & R.W.Pohl: Sie kommt in Costa Rica und von Venezuela bis zum westlichen Südamerika vor.[5]
- Elymus coreanus Honda: Sie kommt vom südlichen Teil Russlands Fernen Osten bis Korea vor.[5]
- Elymus curtiaristatus (L.B.Cai) S.L.Chen & G.H.Zhu: Dieser Endemit gedeiht an Berghängen in Höhenlagen von etwa 3400 Metern nur in Qamdo in Tibet.[1]
- Elymus curvatiformis (Nevski) Á.Löve: Sie kommt von Zentralasien bis Pakistan vor.[5]
- Elymus ×czilikensis (Drobow) Tzvelev = Elymus dahuricus × Elymus uralensis: Sie kommt in Zentralasien vor.[5]
- Elymus czimganicus (Drobow) Tzvelev: Sie kommt von Zentralasien bis zum westlichen Himalaja vor.[5]
- Elymus dahuricus Griseb. (Syn.: Elymus beijingensis B.S.Sun, Elymus cylindricus Honda nom. illeg., Elymus excelsus Turcz. ex Griseb., Elymus franchetii Kitag., Elymus franchetii subsp. pacificus (Prob.) Peschkova, Elymus molliusculus L.B.Cai, Elymus osensis Ohwi, Elymus purpuraristus C.P.Wang & H.L.Yang, Elymus submuticus (Keng) Á.Löve nom. nud., Elymus tangutorum (Nevski) Hand.-Mazz., Elymus villifer C.P.Wang & H.L.Yang, Elymus villosulus Ohwi, Elymus woroschilowii Prob., Elymus xiningensis L.B.Cai, Elymus dahuricus var. brevisetus Ohwi, Elymus dahuricus var. cylindricus Franch., Elymus dahuricus var. cziticus Tzvelev, Elymus dahuricus var. excelsiformis Tzvelev, Elymus dahuricus var. excelsus (Turcz. ex Griseb.) Roshev., Elymus dahuricus var. micranthus Melderis, Elymus dahuricus var. villosulus (Ohwi) Ohwi, Elymus dahuricus var. violeus C.P.Wang & H.L.Yang, Elymus dahuricus var. xiningensis (L.B.Cai) S.L.Chen, Elymus dahuricus subsp. cylindricus (Franch.) N.R.Cui, Elymus dahuricus subsp. excelsus (Turcz. ex Griseb.) Tzvelev, Elymus dahuricus subsp. micranthus (Melderis) Á.Löve, Elymus dahuricus subsp. pacificus Prob., Elymus dahuricus subsp. villosulus (Ohwi) Á.Löve): Sie gedeiht in den gemäßigten Gebieten Asiens von Südwestasien über Zentralasien (Kasachstan, Turkmenistan, Usbekistan, Kirgisistan, Russland) bis zum Himalaja (Indien, Bhutan, Nepal) bis Tibet und China, Mongolei, Korea und Japan.[5][1]
- Elymus debilis (L.B.Cai) S.L.Chen & G.H.Zhu: Sie gedeiht in Wäldern in Höhenlagen von 2300 bis 3400 Metern nur in Sunan in Gansu und Tongde in Qinghai.[1]
- Elymus dentatus (Hook. f.) Tzvelev: Sie kommt vom Altai bis Zentralasien und zum westlichen Himalaja vor.[5]
- Elymus diversiglumis Scribn. & C.R.Ball: Sie kommt in Kanada und in den USA vor.[5]
- Elymus dolichatherus (Keng) S.L.Chen: Sie gedeiht in Wäldern und an Berghängen in Höhenlagen von 2300 bis 3700 Metern in den chinesischen Provinzen Ningxia, Qinghai, Sichuan sowie Yunnan.[1]
- Elymus dolichorhachis S.L.Lu & Y.H.Wu: Sie wurde 2013 aus Qinghai erstbeschrieben.[5]
- Elymus ×dorei (Bowden) Barkworth & D.R.Dewey = Elymus hystrix × Elymus trachycaulus: Sie kommt im östlichen Kanada vor.[5]
- Elymus drobovii (Nevski) Tzvelev: Sie kommt in Zentralasien vor.[5]
- Elymus ×drucei (Stace) Lambinon = Elymus athericus × Elymus repens: Europa.[5] In Mitteleuropa wurde sie am Bodensee, in Bayern und an der Nordseeküste beobachtet.[11]
- Elymus durus (Keng) S.L.Chen: Sie gedeiht auf Bergwiesen in Höhenlagen von 3700 bis 4200 Metern in Tibet und in den chinesischen Provinzen Gansu, Qinghai, Sichuan, Yunnan sowie in Xinjiang.[1]
- Elymus duthiei (Melderis) G.Singh: Himalaja.[5]
- Elymus ×ebingeri G.C.Tucker = Elymus hystrix × Elymus virginicus: Sie kommt in Ontario und in den USA vor.[5]
- Elymus edelbergii (Melderis) O.Andersson & Podlech: Sie kommt nur im östlichen Afghanistan vor.[5]
- Elymus elymoides (Raf.) Swezey: Die zwei Unterarten sind vom westlichen Kanada über die USA bis Mexiko verbreitet.[5]
- Elymus erosiglumis Melderis: Dieser Endemit kommt nur in der östlichen Türkei vor.[5]
- Elymus fedtschenkoi Tzvelev: Sie kommt Afghanistan bis zum südwestliches Sibirien und zum westlichen Himalaja vor.[5]
- Elymus festucoides (Maire) Ibn Tattou: Sie kommt in Marokko vor.[5]
- Elymus fibrosus (Schrenk) Tzvelev: Sie ist Nordeuropa bis Russlands Fernem Osten verbreitet.[5]
- Elymus formosanus (Honda) Á.Löve: Die zwei Varietäten gedeihen nur auf Berghängen in Taiwan.[1]
- Elymus glaberrimus (Keng & S.L.Chen) S.L.Chen: Die zwei Varietäten gedeihen auf Wiesen, Bergsteppen und felsigen Hängen in Höhenlagen von 1400 bis 2300 Metern in Qinghai sowie Xinjiang.[5]
- Elymus glaucissimus (Popov) Tzvelev: Sie kommt nur in Kasachstan vor.[5]
- Elymus glaucus Buckley: Die drei Unterarten sind von Alaska über Kanada und die USA bis ins nordwestliche Mexiko verbreitet.[5]
- Elymus gmelinii (Ledeb.) Tzvelev: Sie ist von Zentralasien über Sibirien bis Japan verbreitet.[5]
- Elymus grandis (Keng) S.L.Chen: Sie gedeiht an Berghängen in Henan sowie Shaanxi.[1]
- Elymus ×hansenii Scribn. = Elymus elymoides × Elymus glaucus: Sie kommt vom westlichen Kanada bis in die westlichen USA vor.[5]
- Elymus himalayanus (Nevski) Tzvelev: Sie kommt von Zentralasien bis zum Himalaja vor.[5]
- Elymus hirsutus J.Presl: Sie kommt auf den Aleuten und im westlichen Nordamerika von Alaska über British Columbia bis zu den US-Bundesstaaten Oregon, Washington sowie Kalifornien vor.[5]
- Graugrüne Quecke (Elymus hispidus (Opiz) Melderis, Syn.: Elytrigia intermedia (Host) Nevski; Agropyron hispidum Opiz, Triticum glaucum DC., Trichopyrum intermedium (Host) Á. Löve, Thinopyrum intermedium (Host) Barkworth & D.R.Dewey): Sie kommt in mehreren Unterarten von Europa bis Zentralasien und Pakistan vor.[13]
- Elymus hitchcockii Davidse: Sie kommt in Peru vor.[5]
- Elymus hoffmannii K.B.Jensen & Asay: Sie kommt in der Türkei vor.[5]
- Elymus hondae (Kitag.) S.L.Chen: Sie gedeiht an Berghängen in der Inneren Mongolei und in den chinesischen Provinzen Hebei, Henan, Liaoning, Ningxia, Qinghai sowie Shaanxi.[1]
- Elymus hongyuanensis (L.B.Cai) S.L.Chen & G.H.Zhu: Dieser Endemit gedeiht auf Wiesen in Höhenlagen von etwa 3400 Metern nur in Hongyuan in Sichuan.[1]
- Elymus hordeoides (Suksd.) Barkworth & D.R.Dewey: Sie kommt in den westlichen USA vor.[5]
- Elymus humidorum (Ohwi & Sakam.) Á.Löve: Sie kommt in Japan vor.[5]
- Elymus humilis (Keng & S.L.Chen) S.L.Chen: Sie gedeiht an Straßenrändern in Qinghai sowie Xinjiang.[1]
- Elymus hybridus (Keng) S.L.Chen: Dieser Endemit gedeiht an Berghängen nur in Nanjing in Jiangsu.[1]
- Elymus hystrix L.: Sie kommt in den USA vor.[5]
- Elymus ×incertus H.Hartmann = Elymus longearistatus × Elymus repens: Sie kommt im Himalaja vor.[5]
- Elymus ×interjacens (Melderis) G.Singh = Elymus fedtschenkoi × Elymus longearistatus: Sie kommt in Pakistan vor.[5]
- Elymus interruptus Buckley: Sie kommt von Arizona bis Texas vor.[5]
- Elymus intramongolicus (Shan Chen & W.Gao) S.L.Chen: Die gedeiht an Waldrändern und auf Wiesen in der Innere Mongolei.[1]
- Elymus ircutensis Peschkova: Sie kommt in Sibirien vor.[5]
- Elymus jacquemontii (Hook. f.) Cope (Syn.: Elymus harsukhii H.S.Dubey & S.N.Dixit): Nach Untersuchungen von 2009 ist sie weiter verbreitet von Tadschikistan bis zum westlichen Himalaja, statt davor nur im westlichen China oder nur in Kaschmir.[10][5]
- Elymus jacutensis (Drobow) Tzvelev: Sie kommt von Sibirien bis zu Russlands Fernem Osten vor.[5]
- Elymus karakabinicus Kotukhov: Sie kommt nur in Kasachstan vor.[5]
- Elymus khokhrjakovii Tzvelev: Sie wurde 2008 aus Russlands Fernem Osten erstbeschrieben.[5]
- Elymus kuramensis (Melderis) Cope: Sie kommt von Pakistan bis zum westlichen Himalaja vor.[5] Eigentlich ist sie nur vom Typusmaterial aus dem Kurram-Tal bekannt.[10]
- Elymus lancangensis S.L.Lu & Y.H.Wu: Sie wurde 2008 aus Qinghai erstbeschrieben.[5]
- Elymus lanceolatus (Scribn. & J.G.Sm.) Gould: Sie ist auf der Nordhalbkugel vom östlichen Sibirien über Alaska bis zu den westlichen und zentralen USA verbreitet.[5]

- Elymus laxinodis (L.B.Cai) S.L.Chen & G.H.Zhu: Sie gedeiht auf Berghängen in Höhenlagen von 3500 bis 4000 Metern nur in Yushu in Qinghai sowie Kangding in Sichuan.[1]
- Elymus laxulus (Hohla & H. Scholz) W.Lippert & Meierott (Syn.: Elytrigia laxula Hohla & H.Scholz): Sie wurde in Bayern und in Österreich beobachtet.[11]
- Elymus lazicus (Boiss.) Melderis: Die vier Unterarten kommen vom nördlichen Griechenland bis zum nördlichen Iran vor.[5]
- Elymus leiotropis (Keng) S.L.Chen: Sie gedeiht auf Berghängen in Yunnan.[1]
- Elymus lenensis (Popov) Tzvelev: Sie kommt in Sibirien vor.[5]
- Strand-Kriech-Quecke, Lockerblütige Bastard-Quecke[9][12] (Elymus ×littoreus (Schumach.) Lambinon, Syn.: Elymus repens subsp. littoreus (F.C.Schumacher) Conert, Elymus ×laxus (Fr.) Melderis & D.C.McClint.): Sie kommt in Nordeuropa vor.[5]
- Elymus lolioides (P.Candargy) Melderis: Sie kommt von Nordeuropa bis Sibirien vor.[5]
- Elymus longearistatus (Boiss.) Tzvelev: Sie ist von der nordöstlichen Türkei bis Zentralasien und Nepal verbreitet.[5]
- Elymus longifolius (J.G.Sm.) Gould: Sie ist von den westlichen sowie zentralen USA bis zum nordöstlichen Mexiko verbreitet.[5]
- Elymus macgregorii R.E.Brooks & J.J.N.Campb.: Sie kommt vom östlichen Kanada bis zu den USA vor.[5]
- Elymus macrochaetus (Nevski) Tzvelev: Sie kommt nur in Tadschikistan vor.[5]
- Elymus macrourus (Turcz.) Tzvelev (Syn.: Elymus alaskanus subsp. borealis (Turcz.) Á.Löve & D.Löve, Elymus alaskanus subsp. islandicus (Melderis) Á.Löve & D.Löve, Elymus alaskanus subsp. kronokensis (Kom.) Á.Löve & D.Löve, Elymus alaskanus subsp. subalpinus (Neuman) Á.Löve & D.Löve, Elymus alaskanus subsp. scandicus (Nevski) Melderis, Elymus besczetnovae Kotukhov, Elymus borealis (Turcz.) D.F.Cui nom. illeg., Elymus borealis var. scandicus (Nevski) Tzvelev, Elymus dasyphyllus (A.P.Khokhr.) A.P.Khokhr., Elymus kronokensis (Kom.) Tzvelev, Elymus kronokensis var. borealis (Turcz.) Tzvelev, Elymus kronokensis subsp. borealis (Turcz.) Tzvelev, Elymus kronokensis var. dasyphyllus (A.P.Khokhr.) Tzvelev, Elymus kronokensis subsp. dasyphyllus A.P.Khokhr., Elymus kronokensis var. scandicus (Nevski) Tzvelev, Elymus kronokensis subsp. scandicus (Nevski) Tzvelev, Elymus kronokensis subsp. subalpinus (Neuman) Tzvelev, Elymus leianthus (Keng) S.L.Chen, Elymus neplianus (V.N.Vassil.) Czerep., Elymus neoborealis A.P.Khokhr., Elymus scandicus (Nevski) Tzvelev, Elymus scandicus var. borealis (Turcz.) Tzvelev, Elymus turuchanensis (Reverd.) Czerep., Elymus macrourus var. neplianus (V.N.Vassil.) Tzvelev, Elymus macrourus subsp. neplianus (V.N.Vassil.) Tzvelev, Elymus macrourus var. pilosivaginatus (Jurtzev) Tzvelev, Elymus macrourus subsp. pilosivaginatus (Jurtzev) Czerep., Elymus macrourus subsp. turuchanensis (Reverd.) Tzvelev): Nach Sichtung von Herbarmaterial ist diese Art seit 2007 weiter verbreitet von der Subarktis südlich bis zum nördlichen China und zum westlichen Kanada.[5]
- Elymus magellanicus (Desv.) Á.Löve: Sie kommt vom südlichen Südamerika bis zu den Falkland-Inseln vor.[5]
- Elymus magnicaespes D.F.Cui: Sie gedeiht in Steppen in Höhenlagen von etwa 2100 Metern nur in Xinjiang.[1]
- Elymus magnipodus (L.B.Cai) S.L.Chen & G.H.Zhu: Dieser Endemit gedeiht an Ufern von Fließgewässern in Höhenlagen von etwa 3100 Metern nur in Golmud in Qinghai.[1]
- Elymus ×maltei Bowden = Elymus canadensis × Elymus virginicus: Sie kommt in Kanada und den USA vor.[5]
- Elymus margaritae A.V.Agaf., Kobozeva & B.Salomon: Sie wurde 2015 aus dem südwestlichen Sibirien erstbeschrieben.[5]
- Elymus marginatus (H.Lindb.) Á.Löve: Die zwei Unterarten kommen in Marokko und Algerien vor.[5]
- Elymus ×mayebaranus (Honda) S.L.Chen = Elymus humidorum × Elymus tsukushiensis: Sie kommt in Japan vor.[5]
- Elymus mendocinus (Parodi) Á.Löve: Sie kommt in Argentinien vor.[5]
- Elymus ×mossii (Lepage) Barkworth & D.R.Dewey = Elymus canadensis × Elymus trachycaulus: Sie kommt in Kanada vor.[5]
- Elymus ×mucronatus (Opiz) Conert: Sie kommt in Europa vor.[5]
- Elymus multisetus (J.G.Sm.) Burtt Davy: Sie kommt in den westlichen bis westlich-zentralen USA vor.[5]
- Elymus mutabilis (Drobow) Tzvelev: Sie ist von Nordeuropa bis in Russlands Fernem Osten und zum westlichen Himalaja verbreitet.[5]
- Elymus nakaii (Kitag.) S.L.Chen: Sie kommt vom nördlichen Korea bis zur Inneren Mongolei und in den chinesischen Provinzen Hebei, Jilin sowie Ningxia vor.[1]
- Elymus nepalensis (Melderis) Melderis: Dieser Endemit kommt nur im westlichen-zentralen Nepal vor.[5]
- Elymus nipponicus Jaaska: Sie kommt im nördlichen Korea und von Sachalin bis zu den Kurilen vor.[5]
- Elymus nodosus (Nevski) Melderis: Die etwa sieben Unterarten kommen auf Korsika, der südlichen Krim und von der Türkei bis Pakistan vor.[5]
- Elymus ×nothus (Melderis) G.Singh = Elymus dentatus × Elymus fedtschenkoi: Sie kommt im westlichen Himalaja vor.[5]
- Elymus nutans Griseb.: Sie kommt von der Mongolei bis Afghanistan und zum Himalaja vor.[5]
- Stumpfblütige Quecke (Elymus obtusiflorus (DC.) Conert, Syn.: Triticum obtusiflorum DC., Agropyron obtusiflorum (DC.) Roem. & Schult., Elytrigia obtusiflora (DC.) Tzvelev, Elytrigia pontica (Podp.) Holub, Thinopyrum ponticum (Podp.) Barkworth & D.R.Dewey, Thinopyrum obtusiflorum (DC.) Banfi): Sie kommt von Ost- und Südosteuropa bis zum Kaukasus vor und ist in Mitteleuropa, in Spanien und Portugal ein Neophyt.[13]
- Bastard-Binsen-Quecke (Elymus ×obtusiusculus (Lange) Melderis & D.C.McClint.): Sie kommt in Europa vor.[5]
- Bastard-Kriech-Quecke (Elymus ×oliveri (Druce) Melderis & D.C.McClint.): Sie kommt in Europa vor.[5]
- Elymus ×palmerensis (Lepage) Barkworth & D.R.Dewey = Elymus macrourus × Elymus sibiricus: Sie kommt im subarktischen Nordamerika vor.[5]
- Elymus panormitanus (Parl.) Tzvelev: Sie kommt vom Mittelmeerraum bis zum nordöstlichen Iran vor.[5]
- Elymus patagonicus Speg.: Sie kommt vom südlichen Chile bis Argentinien vor.[5]
- Elymus pendulinus (Nevski) Tzvelev: Sie ist von Sibirien bis Korea, Japan, der Mongolei, der Inneren Mongolei bis zu den chinesischen Provinzen Gansu, Hebei, Heilongjiang, Henan, Jilin, Liaoning, Qinghai, Shaanxi, Shandong, Shanxi, Sichuan sowie Yunnan verbreitet.[5][1]
- Elymus petrovii Tzvelev: Sie wurde 2008 aus Gansu erstbeschrieben.[5]
- Elymus praeruptus Tzvelev: Sie kommt in Zentralasien vor.[5]
- Elymus probatovae Tzvelev: Dieser Endemit kommt nur im Kamtschatka vor.[5]
- Elymus pseudocaninus G.H.Zhu & S.L.Chen: Sie gedeiht im Unterholz entlang von Flusstälern und an Berghängen in Xinjiang.[1]
- Elymus ×pseudorepens (Scribn. & J.G.Sm.) Barkworth & D.R.Dewey = Elymus lanceolatus × Elymus trachycaulus: Sie kommt in Kanada und den USA vor.[5]
- Elymus puberulus (Keng) S.L.Chen: Dieser Endemit gedeiht an Berghängen nur Nanchuan in Chongqing.[1]
- Elymus pulanensis (H.L.Yang) S.L.Chen: Sie gedeiht an Ufern von Fließgewässern in Höhenlagen von etwa 3600 Metern in Tibet sowie Yunnan.[1]
- Elymus pungens (Pers.) Melderis: Die drei Unterarten kommen in West- und Nordwesteuropa vor.[5] Darunter:
  - Feld-Quecke (Elymus pungens subsp. campestris (Godr. & Gren.) Melderis, Syn.: Elytrigia campestris (Godr. & Gren.) Kerguélen): Sie kommt im westlichen und nordwestlichen Europa, in Estland und in Griechenland vor.[14] In Mitteleuropa wurde sie in Deutschland vom westlichen Hochrheingebiet bis zum Niederrhein, in der Schweiz, in Österreich, im Elsass und in Südtirol beobachtet.[11]
- Elymus purpurascens (Keng) S.L.Chen: Dieser Endemit gedeiht an Berghängen in der Inneren Mongolei und in den chinesischen Provinzen Gansu, Ningxia, Qinghai sowie Yunnan.[1]
- Elymus qingnanensis S.L.Lu & Y.H.Wu: Sie wurde 2013 aus Qinghai erstbeschrieben.[5]
- Gewöhnliche Quecke, Kriech-Quecke oder Gemeine Quecke[12] (Elymus repens (L.) Gould)[5]: Es gibt folgende fünf Unterarten:[5]
  - Sand-Quecke (Elymus repens subsp. arenosus (Spenn.) Melderis, Syn.: Triticum repens var. arenosum Spenn., Elytrigia maritima Tzvelev, Elymus arenosus (Spenn.) Conert): Sie gedeiht nach WCSP an den Küsten von Nordwesteuropa[5], nach Euro+Med nur in Deutschland und in den Niederlanden.[14]
  - Elymus repens subsp. atlantis (Maire) Ibn Tattou: Dieser Endemit kommt in Marokko nur im Atlasgebirge vor.[5]
  - Elymus repens subsp. calcareus (Cernjavski) Melderis: Dieser Endemit kommt nur in Nordmazedonien vor.[5]
  - Elymus repens subsp. elongatiformis (Drobow) Melderis: Sie kommt von Osteuropa bis zum Kaukasusraum vor.[5]
  - Elymus repens (L.) Gould subsp. repens: Sie ist in den gemäßigten Gebieten Eurasiens und in Nordafrika weit verbreitet und ist fast weltweit ein Neophyt.[5]
- Elymus retroflexus B.Rong Lu & B.Salomon: Sie gedeiht auf trockenen bis feuchten Berghängen und Wiesen in Höhenlagen von 3900 bis 4300 Metern in Tibet.[1]
- Elymus riparius Wiegand: Sie kommt vom südöstlichen Kanada über die USA bis zum nordöstlichen Mexiko vor.[5]
- Elymus russellii (Melderis) Cope: Sie kommt im nordwestlichen Himalaja vor.[5] Sie kommt wohl nur im Karakorum vor.[10]
- Elymus sajanensis (Nevski) Tzvelev: Sie kommt von Sibirien bis zum subarktischen Nordamerika vor.[5]
- Elymus ×saundersii Vasey = Elymus elymoides × Elymus trachycaulus: Sie kommt in den USA vor.[5]
- Elymus ×saxicola Scribn. & J.G.Sm. = Elymus elymoides × Elymus spicatus: Sie kommt in den USA vor.[5]
- Elymus scabridulus (Ohwi) Tzvelev: Sie gedeiht an Waldrändern und auf Berghängen in der Inneren Mongolie.[1]
- Elymus scabrifolius (Döll) J.H.Hunz.: Sie kommt vom südlichen Brasilien bis zum nördlichen Argentinien vor.[5]
- Elymus scabriglumis (Hack.) Á.Löve: Sie kommt von Chile bis Argentinien vor.[5]
- Elymus schrenkianus (Fisch. & C.A.Mey.) Tzvelev: Sie ist von Zentralasien (Kasachstan, Kirgisistan, Turkmenistan, Usbekistan) und Sibirien über die Mongolei, Tibet, Qinghai, Xinjiang bis zum Himalaja (Bhutan, Sikkim, Nepal) verbreitet.[5][1]
- Elymus schugnanicus (Nevski) Tzvelev: Sie kommt von Tadschikistan bis zum westlichen Himalaja vor.[5]
- Elymus sclerophyllus (Nevski) Tzvelev: Sie kommt nur in Tadschikistan vor.[5]
- Elymus scribneri (Vasey) M.E.Jones: Sie kommt in Kanada und USA vor.[5]
- Elymus semicostatus (Nees ex Steud.) Melderis: Sie kommt von Afghanistan bis zum Himalaja vor.[5][10]
- Elymus serotinus (Keng) Á.Löve ex B.Rong Lu: Sie gedeiht auf Berghängen in den chinesischen Provinzen Henan, Qinghai sowie Shaanxi.[1]
- Elymus serpentinus (L.B.Cai) S.L.Chen & G.H.Zhu: Dieser Endemit gedeiht an Ufern von Fließgewässern in Höhenlagen von etwa 2000 Metern nur in Yuxian in Hebei.[1]
- Elymus shandongensis B.Salomon: Sie gedeiht auf Berghängen und an Straßenrändern in Taiwan und in den chinesischen Provinzen Anhui, Guizhou, Henan, Hubei, Jiangsu, Shaanxi, Shandong sowie Zhejiang.[1]
- Elymus shouliangiae (L.B.Cai) S.L.Chen & G.H.Zhu: Dieser Endemit gedeiht an Ufern von Fließgewässern in Höhenlagen von etwa 2800 Metern nur in Gyirong in Tibet.[1]
- Elymus sibinicus Kotukhov: Sie kommt nur in Kasachstan vor.[5]
- Elymus sibiricus L. (Syn.: Elymus krascheninnikovii Roshev., Elymus pendulosus H.J.Hodgs., Elymus praetervisus Steud., Elymus ramosus Desf., Elymus racemosus Poir. nom. illeg., Elymus tener L. f., Elymus yesoensis Honda, Elymus yubaridakensis (Honda) Ohwi, Elymus sibiricus var. brachystachys Keng, Elymus sibiricus var. erectiusculus L.B.Cai, Elymus sibiricus var. gracilis L.B.Cai, Elymus sibiricus var. minor Hack. ex Hook. f.): Sie ist von Osteuropa über Russland, Indien, Nepal, die Mongolei, Korea, Tibet, China bis Japan[1] und von Alaska bis ins westliche Kanada verbreitet.[5]
- Elymus sikkimensis (Melderis) Melderis: Sie kommt im zentralen bis östlichen Himalaja vor.[5]
- Elymus sinkiangensis D.F.Cui: Sie gedeiht an Waldrändern und auf Bergsteppen in Höhenlagen von 1800 bis 2100 Metern in Xinjiang.[1]
- Elymus sinoflexuosus S.L.Chen & G.H.Zhu: Sie gedeiht auf Berghängen in Höhenlagen von 1700 bis 3500 Metern nur in Zhangye in Gansu und in Taschkorgan in Xinjiang.[1]
- Elymus sinosubmuticus S.L.Chen: Sie gedeiht auf Berghängen in Sichuan.[1]
- Elymus smithii (Rydb.) Gould: Sie ist in Nordamerika von Alaska südlich bis zum nordöstlichen Mexiko verbreitet.[5]
- Elymus ×spurius (Melderis) G.Singh = Elymus dentatus × Elymus russellii: Sie kommt im westlichen Himalaja vor.[5]
- Elymus stebbinsii Gould: Die zwei Unterarten kommen nur in Kalifornien vor.[5]
- Elymus stenostachyus (Melderis) O.Andersson & Podlech: Dieser Endemit kommt nur im östlichen Afghanistan vor.[5]
- Elymus strictus (Keng) S.L.Chen (Syn.: Elymus varius (Keng & S.L.Chen) Tzvelev): Die zwei Varietäten gedeihen in Höhenlagen von 1300 bis 4000 Metern in Tibet, in der Inneren Mongolei und in den chinesischen Provinzen Gansu, Guizhou, Henan, Ningxia, Qinghai, Shaanxi, Shanxi, Sichuan sowie Yunnan.[1]
- Elymus submuticus (Hook.) Smyth: Sie kommt in Kanada und USA vor.[5]
- Elymus svensonii Church: Sie kommt in den östlichen-zentralen USA vor.[5]
- Elymus sylvaticus (Keng & S.L.Chen) S.L.Chen: Sie gedeiht in Wäldern in Höhenlagen von 1800 bis 3300 Metern in den chinesischen Provinzen Qinghai sowie Xinjiang.[1]
- Elymus tenuis (Buch.) Á.Löve & Connor: Sie kommt in Neuseeland vor.[5]
- Elymus tenuispicus (J.L.Yang & Y.H.Zhou) S.L.Chen: Sie gedeiht an Straßenrändern in Höhenlagen von etwa 3600 Metern in Tibet.[1]
- Elymus texensis J.J.N.Campb.: Sie kommt nur in Texas vor.[5]
- Elymus tibeticus (Melderis) G.Singh: Sie kommt in Bhutan, Tibet sowie Yunnan vor.[1]
- Elymus tilcarensis (J.H.Hunz.) Á.Löve: Sie kommt im nordwestlichen Argentinien vor.[5]
- Elymus transhyrcanus (Nevski) Tzvelev: Sie kommt von der östlichen Türkei bis Zentralasien vor.[5]
- Elymus trichospicula (L.B.Cai) S.L.Chen & G.H.Zhu: Dieser Endemit gedeiht an Waldrändern in Höhenlagen von 3500 bis 4400 Metern nur im südlichen Qinghai.[1]
- Elymus tridentatus (C.Yen & J.L.Yang) S.L.Chen: Sie gedeiht an felsigen Hängen und an Straßenrändern in Höhenlagen von 3700 bis 3800 Metern in Qinghai.[1]
- Elymus troctolepis (Nevski) Tzvelev: Sie kommt im Kaukasusraum vor.[5]
- Elymus tsukushiensis Honda s. l. (Syn.: Elymus kamoji (Ohwi) S.L.Chen, Elymus kamoji var. intermedius S.L.Chen & Y.X.Jin, Elymus tsukushiensis var. transiens (Hack.) K.Osada, Elymus kamoji var. macerrimus G.H.Zhu): Sie ist vom südlichen Teil Russlands Fernem Osten bis nach China und den gemäßigten Gebieten Ostasiens verbreitet.[5]
- Elymus uralensis (Nevski) Tzvelev: Osteuropa bis zur Mongolei.[5]
- Elymus ×versicolor A.P.Khokhr. = Elymus macrourus × Elymus reflexiaristatus: Russlands Ferner Osten.[5]
- Elymus villosus Muhl. ex Willd.: Sie ist in Nordamerika vom östlichen Kanada bis zu den östlichen und zentralen USA verbreitet.[5]
- Elymus violaceus (Hornem.) J.Feilberg (Syn.: Elymus sierrae Gould, Elymus trachycaulus (Link) Gould ex Shinners): Sie kommt vom östlichen Sibirien bis zu Russlands Fernem Osten, außerdem in Nordamerika südlich bis Mexiko vor.[5]
- Virginische Quecke[9] (Elymus virginicus L.): Sie ist in Kanada und in den USA verbreitet.[5]
- Elymus viridulus (Keng & S.L.Chen) S.L.Chen: Sie gedeiht an Berghängen in Xinjiang.[1]
- Elymus vulpinus Rydb.: Sie kommt in den US-Bundesstaaten Montana und Nebraska vor.[5]
- Elymus wawawaiensis J.R.Carlson & Barkworth: Sie kommt in den US-Bundesstaaten Idaho, Oregon und Washington vor.[5]
- Elymus yangiae B.Rong Lu: Sie gedeiht in Höhenlagen von 3000 bis 4200 Metern in Tibet.[1]
- Elymus ×yukonensis (Scribn. & Merr.) Á.Löve = Elymus alaskanus × Elymus lanceolatus: Sie kommt in Nordamerika von Alaska bis ins westliche Kanada vor.[5]
- Elymus yushuensis (L.B.Cai) S.L.Chen & G.H.Zhu: Dieser Endemit gedeiht an Straßenrändern in Höhenlagen von 3500 bis 4000 Metern nur im südlichen Qinghai.[1]
- Elymus zadoiensis S.L.Lu & Y.H.Wu: Sie wurde 2013 aus Qinghai erstbeschrieben.[5]
- Elymus zejensis Prob.: Sie kommt vom südöstlichen Sibirien bis zum südwestlichen Teil Russlands Fernem Osten vor.[5]
- Elymus zhui S.L.Chen: Sie gedeiht an Berghängen in Höhenlagen von etwa 1600 Metern in der Inneren Mongolei und in den chinesischen Provinzen Guizhou, Hebei, Ningxia, Qinghai sowie Shanxi.[1]

Nicht mehr zur Gattung Elymus gehören bei einigen Autoren beispielsweise Arten die in die Gattungen Anthosachne, Kengyilia, Leymus, Pseudoroegneria, Thinopyrum gestellt werden:
- Elymus alatavicus (Drobow) Á.Löve → Kengyilia alatavica (Drobow) J.L.Yang, C.Yen & B.R.Baum[15]
- Elymus ambiguus Vasey & Scribn. → Leymus ambiguus (Vasey & Scribn.) D.R.Dewey[16]
- Elymus apricus Á.Löve & Connor → Anthosachne aprica (Á.Löve & Connor) C.Yen & J.L.Yang[17]
- Sand-Quecke[9][12] (Elymus arenosus (Spenn.) Conert) → Elymus repens subsp. arenosus (Spenn.) Melderis
- Elymus barbatus Kurtz → Leymus erianthus (Phil.) Dubc.[16]
- Elymus batalinii (Krasn.) Á.Löve → Kengyilia batalinii (Krasn.) J.L.Yang, C.Yen & B.R.Baum[15]
- Elymus bungeanus (Trin.) Melderis → Pseudoroegneria geniculata (Trin.) Á.Löve[18]
- Elymus cognatus (Hack.) Cope → Pseudoroegneria cognata (Hack.) Á.Löve[18]
- Elymus curvifolius (Lange) Melderis → Thinopyrum curvifolium (Lange) D.R.Dewey[13]
- Elymus distichus (Thunb.) Melderis → Thinopyrum distichum (Thunb.) Á.Löve[13]
- Elymus elongatus (Host) Runemark → Thinopyrum elongatum (Host) D.R.Dewey[13]
- Elymus enysii (Kirk) Á.Löve & Connor → Stenostachys enysii (Kirk) Barkworth & S.W.L.Jacobs
- Elymus falcis Connor → Anthosachne falcis (Connor) Barkworth & S.W.L.Jacobs[17]
- Binsen-Quecke, ebenfalls wie eine andere Art einer anderen Gattung Strand-Quecke oder auch Strandweizen genannt (Elymus farctus (Viv.) Runemark ex Melderis, Elymus multinodus Gould) → Thinopyrum junceum (L.) Á.Löve
- Elymus flaccidifolius (Boiss. & Heldr.) Melderis → Thinopyrum flaccidifolium (Boiss. & Heldr.) Moustakas[13]
- Elymus geminatus (Keng & S.L.Chen) S.L.Chen → Kengyilia geminata (Keng & S.L.Chen) S.L.Chen[15]
- Elymus geniculatus Curtis ex Sm.  →  Leymus arenarius (L.) Hochst.[16]
- Elymus gentryi (Melderis) Melderis → Thinopyrum gentryi (Melderis) D.R.Dewey[13]
- Elymus grandiglumis (Keng & S.L.Chen) Á.Löve → Kengyilia grandiglumis (Keng & S.L.Chen) J.L.Yang, C.Yen & B.R.Baum[15]
- Graugrüne Quecke[9] (Elymus hispidus (Opiz) Melderis, Agropyron intermedium (Host) P.Beauv., Triticum intermedium Host) → Thinopyrum intermedium (Host) Barkworth & D.R.Dewey subsp. intermedium[13]
- Elymus kaschgaricus D.F.Cui → Kengyilia kaschgarica (D.F.Cui) L.B.Cai[15]
- Elymus kengii (Tzvelev) D.F.Cui → Kengyilia hirsuta (Keng) J.L.Yang, C.Yen & B.R.Baum[15]
- Elymus kokonoricus (Tzvelev) Á.Löve → Kengyilia kokonorica (Keng) J.L.Yang, C.Yen & B.R.Baum[15]
- Elymus laxiflorus (Keng) Á.Löve} → Kengyilia laxiflora (Keng) S.L.Chen[15]
- Elymus libanoticus (Hack.) Melderis → Pseudoroegneria libanotica (Hack.) D.R.Dewey[18]
- Elymus longisetus (Hitchc.) Veldkamp → Anthosachne longiseta (Hitchc.) Barkworth & S.W.L.Jacobs[17]
- Elymus ×magadanensis A.P.Khokhr. → ×Elyleymus magadanensis (A.P.Khokhr.) Lysenko = Elymus confusus × Leymus mollis
- Elymus melantherus (Keng & S.L.Chen) Á.Löve → Kengyilia melanthera (Keng & S.L.Chen) J.L.Yang, C.Yen & B.R.Baum[15]
- Elymus multiflorus (Banks & Sol. ex Hook. f.) Á.Löve & Connor → Anthosachne kingiana subsp. multiflora (Banks & Sol. ex Hook. f.) Govaerts[17]
- Stumpfblütige Quecke[9][12] (Elymus obtusiflorus (DC.) Conert) → Thinopyrum obtusiflorum (DC.) Banfi
- Elymus plurinervis (Vickery) Connor → Anthosachne plurinervis (Vickery) Barkworth & S.W.L.Jacobs[17]
- Elymus pycnanthus (Godr.) Melderis → Thinopyrum pycnanthum (Godr.) Barkworth[13]
- Elymus rectisetus (Nees) Á.Löve & Connor → Anthosachne rectiseta (Nees) Barkworth & S.W.L.Jacobs[17]
- Elymus reflexiaristatus (Nevski) Melderis → Pseudoroegneria reflexiaristata (Nevski) A.N.Lavrenko[18]
- Elymus retusus Á.Löve → Kengyilia mutica (Keng & S.L.Chen) J.L.Yang, C.Yen & B.R.Baum[15]
- Elymus rigidulus (Keng) Á.Löve → Kengyilia rigidula (Keng) S.L.Chen[15]
- Elymus sacandros Connor → Anthosachne sacandros (Connor) Barkworth & S.W.L.Jacobs[17]
- Elymus scaber (R.Br.) Á.Löve → Anthosachne scabra (R.Br.) Nevski[17]
- Elymus solandri (Steud.) Connor → Anthosachne solandri (Steud.) Barkworth & S.W.L.Jacobs[17]
- Elymus sosnowskyi (Hack.) Melderis → Pseudoroegneria sosnowskyi (Hack.) Á.Löve[18]
- Elymus spicatus (Pursh) Gould → Pseudoroegneria spicata (Pursh) Á.Löve[18]
- Elymus stenachyrus (Keng & S.L.Chen) Á.Löve → Kengyilia stenachyra (Keng) S.L.Chen[15]
- Elymus stewartii (Melderis) Cope → Pseudoroegneria stewartii (Melderis) Á.Löve[18]
- Elymus stipifolius (Czern. ex Nevski) Melderis → Pseudoroegneria stipifolia (Trautv.) Á.Löve[18]
- Elymus tauri (Boiss. & Bal.) Melderis → Pseudoroegneria tauri (Boiss. & Balansa) Á.Löve[18]
- Elymus thoroldianus (Oliv.) G.Singh} → Kengyilia thoroldiana (Oliv.) J.L.Yang, C.Yen & B.R.Baum[15]
- Elymus ×wallii (Connor) Á.Löve & Connor → Agropyron ×wallii Connor

Eine weitere europäische ebenfalls „Quecke“ genannte Art ist die nicht zur Gattung Elymus gehörende
- Kammquecke (Agropyron cristatum (L.) Gaertn.)

## Nutzung
Alle Elymus-Arten sind gute Futterpflanzen.

## Inhaltsstoffe
Die Queckenwurzel enthält Vitamin A, Vitamin B, Zuckeralkohole, Triticin, Eisen, ätherische Öle, Mehrfachzucker, Schleimstoffe und Saponine.

## Synonyme
Queckenwurzel ist unter vielen verschiedenen Synonymen bekannt. Sie wird auch als Queckenwurzel, Ackergras, Heublume, Knotengras, Kreichweizen, Laufquecke, Saatgras, Schließgras, Schnürgras, Schoßhalm, Spitzgras oder Zweckgras bezeichnet. Weitere Namen, unter dem es bekannt ist, sind Graminis rhizoma, Agropyron repens und Elymus repens.